# Régiments d'infanterie français d'Ancien Régime (G)
Cet article présente la liste des régiments d'infanterie français d'Ancien Régime, commençant par la lettre G.

## G
- Régiment de Gacé

Le régiment est levé le 22 juin 1627 par François de Goyon-Matignon, comte de Gacé dans le cadre de la répression de la troisième rébellion huguenote. Il participe au siège de La Rochelle et est réformé en novembre 1628 après la capitulation de la cité protestante. Le régiment est rétabli le 1er juillet 1643 sous le nom de régiment de Matignon.
- Régiment de Gallard,

Ce régiment est levé le 23 décembre 1695 par N. de Gallard de Béarn. Engagé dans la guerre de la Ligue d'Augsbourg, il sert dans l'armée d'Italie. Il est réformé le 18 novembre 1698.
- Régiment de Galatty (1580-1589) 

Ce régiment est amené en août 1580, par Gaspard Galatty, de Glaris dans le cadre de la septième guerre de Religion. Il sert en Dauphiné et est congédié en décembre 1580 après la paix du Fleix, sauf la compagnie de Jost Gréder, qui demeure pour la garde du roi. Rappelé le 1er janvier 1586 durant la huitième guerre de Religion, il sert en Dauphiné et en Provence, participe au siège de Chorges et est congédié en avril 1587. Rappelé en septembre de la même année, il se trouve, en 1588, à la journée des Barricades de Paris, puis en 1589, à la défense de Tours, au siège de Paris et à la bataille d'Arques. Le régiment est congédié à la fin de l'année 1589, sauf la compagnie colonelle qui est conservée pour la garde du roi.
- Régiment de Galatty (1614-1616) 

Ce régiment est amené en mars 1614, par Gaspard Galatty, de Glaris, dans le cadre de la guerre de Succession de Juliers. Il est réuni en mars 1616 aux deux compagnies suisses de la garde pour former le régiment des Gardes Suisses.
- Régiment des Galères

Le régiment est levé sous ce titre, le 10 juillet 1636 à Marseille, par le cardinal de Richelieu pour la garnison des galères du roi avec comme mestre de camp lieutenant, Jean François de Trémollet de Buccelli marquis de Montpezat. Le régiment est embarqué en 1637 sur la flotte du comte d'Harcourt avec laquelle il participe à la reprise des îles de Lérins, puis au secours de Leucate et participe à l'expédition sur la côte de Catalogne en 1641 puis il est affecté à l'armée d'Italie en 1642. Donné le 18 mai 1643 au prince Maurice de Savoie le régiment reçoit, le 8 et 11 octobre 1643, le renfort du régiment de Souvigny et d'une partie des régiments de Roqueservières (1641-1643) et de Le Ferron qui lui sont incorporés. Il se trouve en 1646 à l'expédition des présides de Toscane et au siège d'Orbitello. Donné 3 avril 1648 à François de Gontaut, marquis de Biron avec lequel il prend part au siège et à la bataille de Crémone. En 1650 et 1651, il est affecté à l'armée de Guyenne puis à l'armée de Catalogne de 1652 à 1654, à l'armée d'Italie en 1655 avec laquelle sert au siège de Pavie puis participe au secours de Valenza en 1657 et 1658. Le régiment est licencié le 12 avril 1661.
- Régiment des Galiottes

Trois compagnies sont levées sous le titre de « compagnies des Galiottes », le 7 février 1689, pour servir des galiottes à bombes sur le Rhin durant la Guerre de la Ligue d'Augsbourg. Elles sont réunies en 1693 formant le « régiment des Galiottes », sous le commandement de Jean Martin, qui est nommé colonel, le 20 février 1694. Ce corps spécial, est réformé le 30 décembre 1698 après le traité de Ryswick. Il est rétabli en 1701 pour la guerre de Succession d'Espagne et continue son service jusqu'à la paix de Rastadt en 1714. Il est licencié en 1715.
- Régiment de Galmoy 

Ce régiment irlandais est formé le 27 février 1698 par Pierre Buttler, vicomte de Galmoy, avec les régiments de Dragons à pied de la Reine d'Angleterre et de Charlemont. Engagé dans la guerre de Succession d'Espagne, il rejoint l'armée d'Italie en 1701, et participe aux batailles de Carpi et de Chiari en 1701, à la défense de Crémone, et à la bataille de Luzzara en 1702, puis il passe à l'armée du Rhin en 1703, et se trouve aux sièges de Brisach et de Landau, et à la bataille du Speyerbach en 1703. Il retourne à l'armée d'Italie en 1704 et assiste au siège et bataille de Turin en 1706, puis il passe à l'armée du Rhin en 1707, à l'armée de Dauphiné en 1709, à l'armée de Flandre en 1710 avec laquelle il participe aux sièges de Douai, du Quesnoy et de Bouchain en 1712 puis il est envoyé à l'armée de Roussillon en 1713 et se trouve au siège de Barcelone en 1714. Il est licencié le 30 janvier 1715.
- Régiment de Gandelus

C'est l'ancien régiment d'Albret (1652-1654), qui est renommé « régiment de Gandelus » le 9 août 1678 après avoir été donné à Louis Potier de Gesvres, marquis de Gandelus (qui deviendra colonel du régiment Royal des Vaisseaux) et qui prend le nom de régiment de Clérambaut le 19 avril 1679.
- Régiment de Ganges

Ce régiment est levé le 5 août 1637, dans le cadre de la guerre franco-espagnole, par N. de Ganges. Il participe au secours de Leucate. Le régiment est licencié après la campagne.
- Régiment de Gardanne

Le régiment est levé le 10 octobre 1651 par N., chevalier de Gardanne pour tenir garnison à Toulon. Il est licencié en 1653.
- Garde de la porte

C'est une compagnie de la maison militaire du roi de France pendant l'Ancien Régime.
- Régiment des Gardes du Duc de Mantoue

C'est l'ancien régiment Royal-Montferrat, qui prend le titre de « régiment des Gardes du Duc de Mantoue » le 17 septembre 1702 après avoir été donné à Prosper de Gonzague, marquis de Luzzara. Dans le cadre de la guerre de Succession d'Espagne il est mis en garnison à Mantoue. Le colonel est tué, le 22 décembre 1702, à l'attaque des retranchements de Governolo (it). Il est alors donné à N. de Jaucourt de La Vaiserie avec lequel il se trouve au siège de Chivasso et à la bataille de Cassano en 1705, au siège et bataille de Turin en 1706. Il est licencié le 9 octobre 1706.
- Régiment des Gardes écossaises

Cette unité est levée sous ce titre, le 19 janvier 1635, par N. Rutterford, comte de Théviot. Engagé dans la guerre de Tente Ans, elle est affectée à l'armée de Picardie, et est spécialement employée à la garde des places. Elle se distingue en 1648 à la bataille de Lens. Le 16 décembre 1659, il reçoit une partie du régiment de Broglio (1650-1659). Ce corps, qui a compté jusqu'à 20 compagnies, a été incorporé dans le régiment de Douglas en 1662.

Régiment des Gardes écossaises
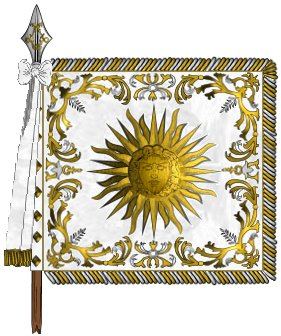
Étendard de la 1re compagnie des Gardes du corps du roi

- Régiment des Gardes françaises

Régiment de la Maison du roi de France créé en 1560 par Catherine de Médicis pour assurer la garde du Roi. Durant la Révolution française, le régiment est licencié par le roi après avoir pris fait et cause avec les révolutionnaires. Les soldats et officiers s'engagèrent alors dans la garde nationale soldée de Paris qui forma les 102e, 103e et 104erégiments d'infanterie ainsi que les 13e et 14e bataillons de chasseurs et les 29e et 30e divisions de gendarmerie nationale à pied.

Régiment des Gardes françaises
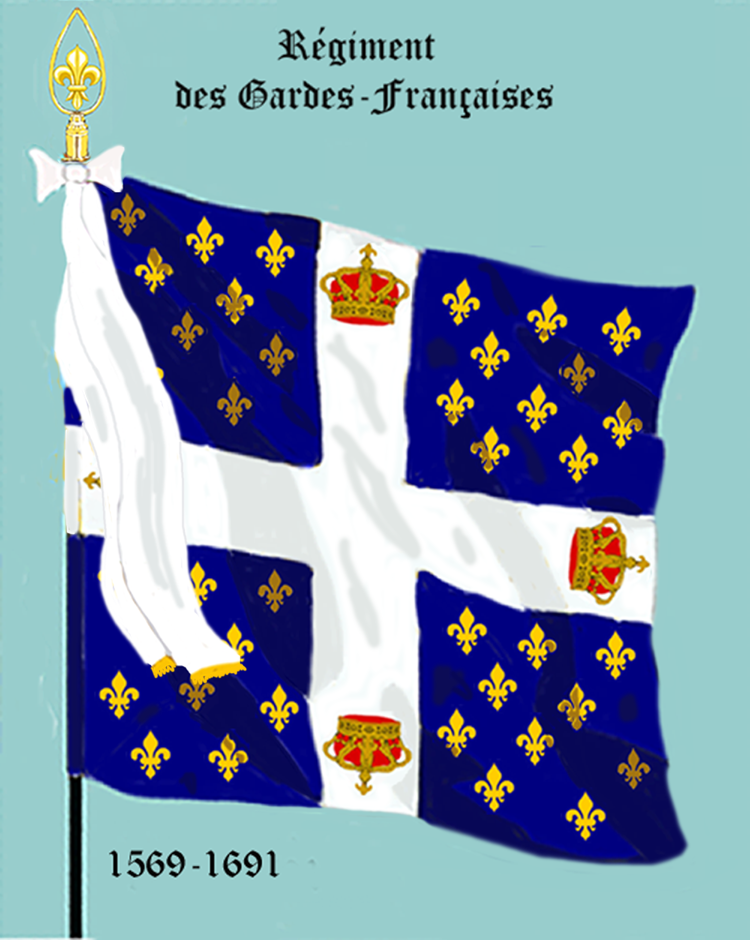
Drapeau d'Ordonnance de 1569 à 1691
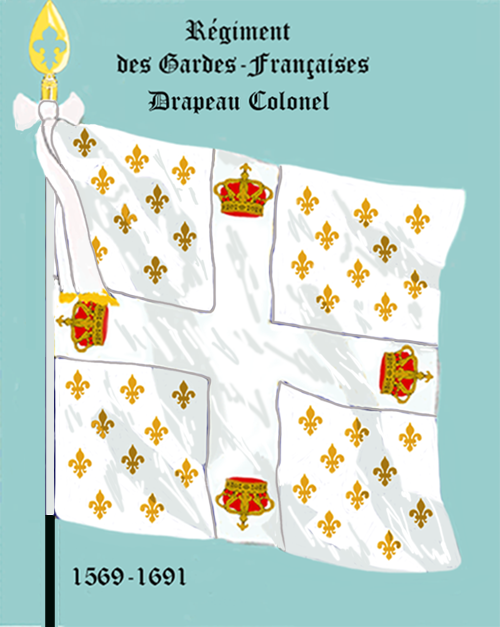
Drapeau Colonel de 1569 à 1691
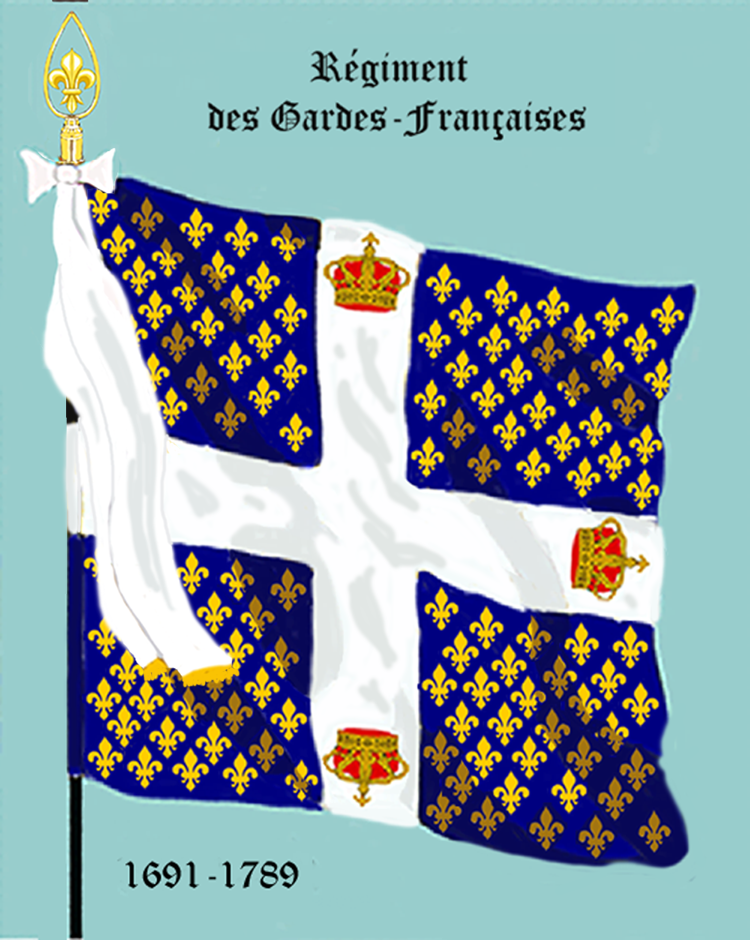
Drapeau d'Ordonnance de 1691 à 1789
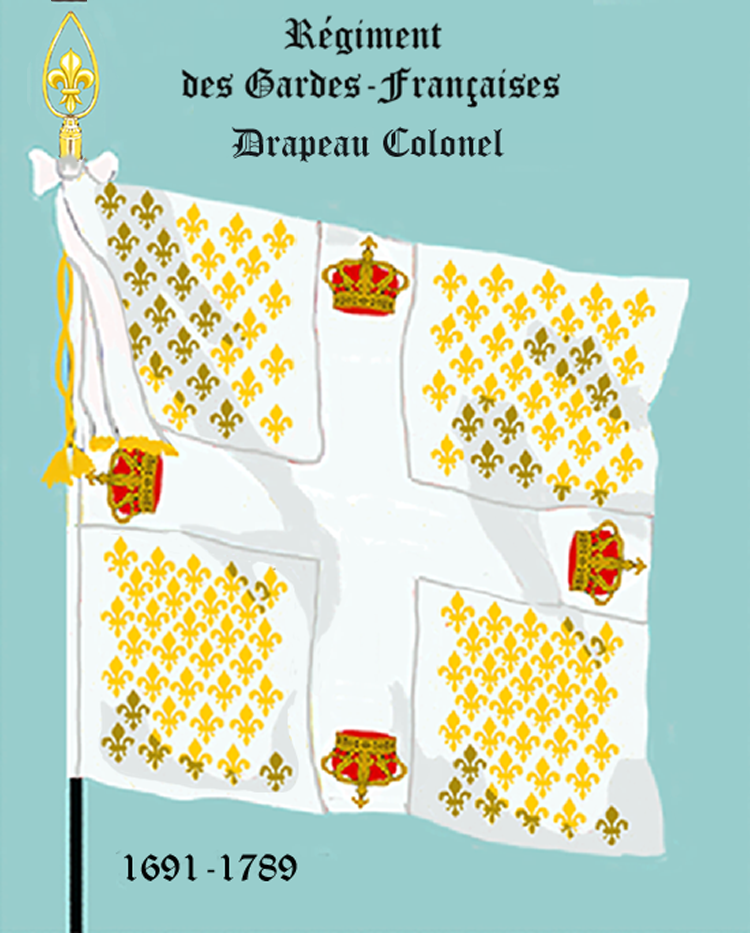
Drapeau Colonel de 1691 à 1789

- Régiment des Gardes Lorraines (1740-1744)

Le régiment des Gardes Lorraines est levé par ordonnance royale du 6 avril 1740, pour le service personnel de Stanislas, roi de Pologne et duc de Lorraine, beau-père de Louis XV. Voici le préambule de cette ordonnance : « Sa Majesté, ayant agréé la levée d'un régiment d'infanterie des Gardes Lorraines, qui sera composé de 17 compagnies de 30 hommes, dont une de grenadiers, avec prévôté, a ordonné que les capitaines et autres officiers de ce régiment qui seront choisis, travailleront incessamment à mettre sur pied les compagnies dont ils auront le commandement et à les composer du nombre marqué ci-dessus de naturels du pays, de l'âge et taille requis, en vertu des ordres qui leur seront délivrés par le roi Stanislas de Pologne, duc de Lorraine, etc. ». Dans le cadre de la guerre de Succession d'Autriche, il participe à la campagne de 1743 sur le Rhin et combat à Dettingen et achève cette campagne dans les lignes de la Lauter, avant de passer à l'armée d'Italie au commencement de 1744. Le 20 mars 1744 le régiment de Perche et le « régiment des Gardes Lorraines » sont réunis en un seul corps de deux bataillons, qui conserve le rang du régiment de Perche et qui prend le titre officiel de régiment des Gardes-Lorraines, que l'usage a transformé en celui de « Gardes-Lorraines ».
- Régiment des Gardes de Lorraines (1744-1766) où régiment des Gardes Lorraines (1744-1766)

Ce régiment est formé avec les anciens régiment de Perche (1690-1744) et régiment des Gardes Lorraines (1740-1744) qui sont réunis, le 20 mars 1744, en un seul corps de deux bataillons, qui conserve le rang du régiment de Perche (1690-1744) et qui prend le titre officiel de « régiment des Gardes de Lorraines », que l'usage a transformé en celui de « régiment des Gardes-Lorraines ». Le 28 mars 1766 le régiment prend le nom de régiment de Lorraine la province de Lorraine ayant été définitivement incorporée à la France.

Régiment des Gardes de Lorraines
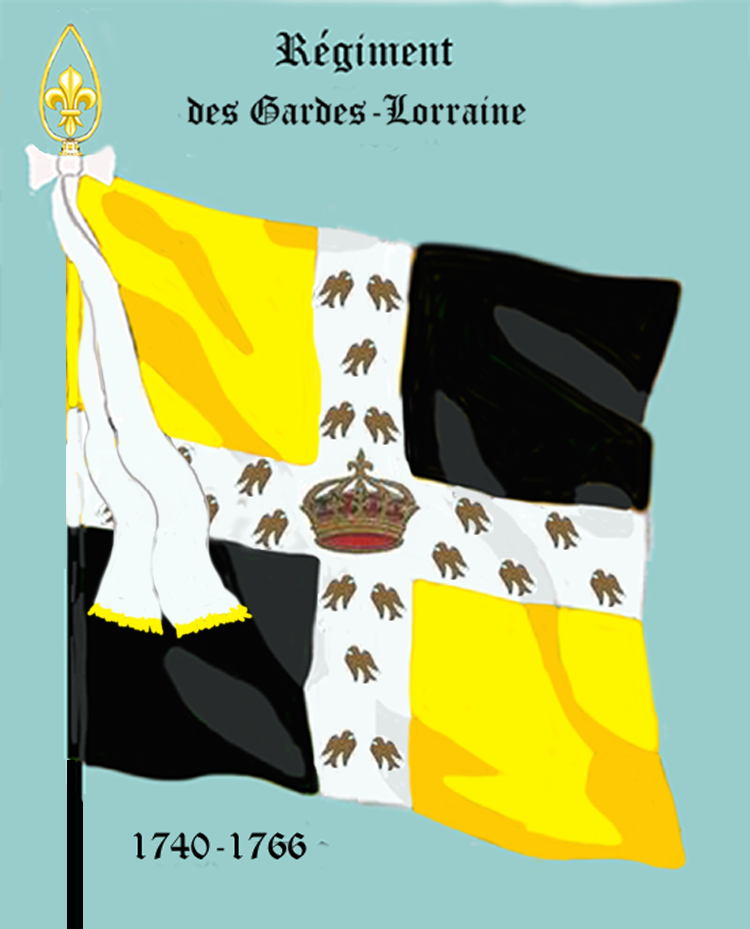
de 1740 à 1766
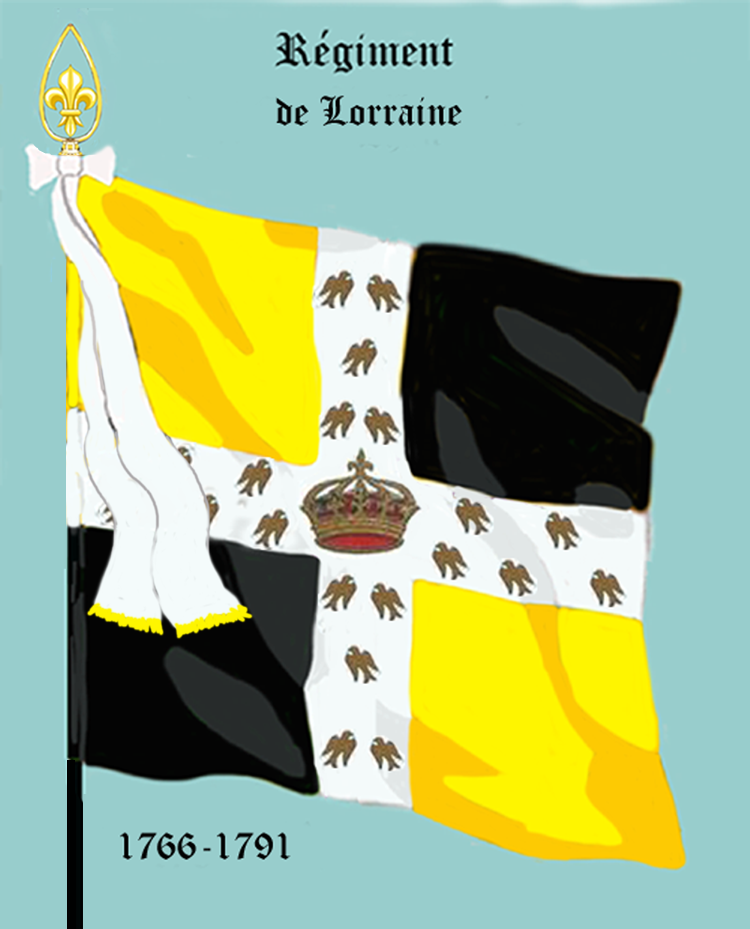
de 1767 à 1791

- Régiment des Gardes de la Reine-Mère

C'est l'ancien régiment de Maulny, qui est rétabli sous le nom de « régiment des Gardes de la Reine-Mère » le 26 février 1619. En 1620, le régiment participe à la défense des Ponts-de-Cé et est licencié le 13 août 1620. Il est rétabli 20 septembre 1627 sous le titre de régiment de la Reine Marie de Médicis par Antoine de La Mothe-Houdancourt.
- Régiment de la Garde du Roi

Cette unité est formée le 1er août 1563, sous le nom d'« Enseignes de la Garde du Roi », avec quatre compagnies du régiment de Richelieu et quatre compagnies du régiment de Charry. Cette garde est l'origine des Gardes Françaises.
- Régiment des Gardes du Roi d'Angleterre 

Le régiment des Gardes du Roi d'Angleterre, Jacques II, arrive en France en 1689 et il passe au service de la France en septembre 1691. Engagé dans la guerre de la Ligue d'Augsbourg il sert sur les côtes en 1692 puis il passe à l'armée de Flandre, avec laquelle il se trouve à la bataille de Neerwinden, et au siège de Charleroi en 1693 et fait les campagnes de 1696 et 1697 sur la Moselle. Il est incorporé le 26 février 1698 dans le régiment de Dorrington.
- Régiment des Gardes du Roi de Navarre 

Ce régiment protestant est organisé en 1569. Le 2 août 1589, il reçoit l'incorporation du régiment de Valirault. Il est admis dans l'armée royale le 1er août 1589 et prend le nom de régiment de Navarre après que Henri III de Navarre monte sur le trône sous le nom d'Henri IV.

Régiment des Gardes de Navarre (1569-1589)
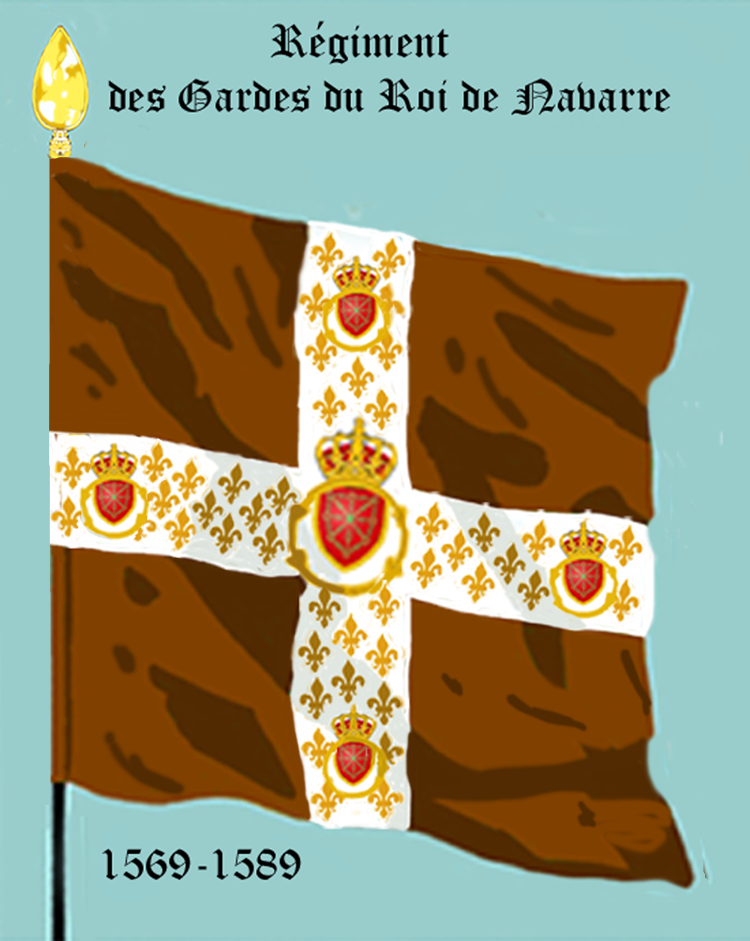

- Garde Suisse du Roi

C'est l'ancien régiment de Pfiffer, qui a été renommé « Garde Suisse du Roi » après avoir protégé Charles IX d'une tentative d'enlèvement de la part des cavaliers protestants de Condé. Affecté à l'armée de Poitou en 1568, dans le cadre de la troisième guerre de Religion, il se trouve en 1569, aux batailles de Jarnac, de La Roche-l'Abeille, au siège de Châtellerault, à la bataille de Moncontour et au siège de Saint-Jean d'Angély. L'unité congédiée le 20 mars 1570 est rappelée en 1576 et congédiée la même année.
- Régiment des Gardes suisses 

Cette unité est formée, le 7 mars 1616 par la réunion du régiment de Galatty (1614-1616) et de deux compagnies suisses de la garde.
- Régiment de Gassion (1647-1647)

Ce régiment est levé le 1er février 1647 par Jean, comte de Gassion. Le 20 octobre 1647 le régiment de Palluau (1645-1647) et le « régiment de Gassion » sont réunis en un seul corps de deux bataillons, qui prend le titre officiel de régiment de Palluau.

Régiment de Gassion (1647-1647)
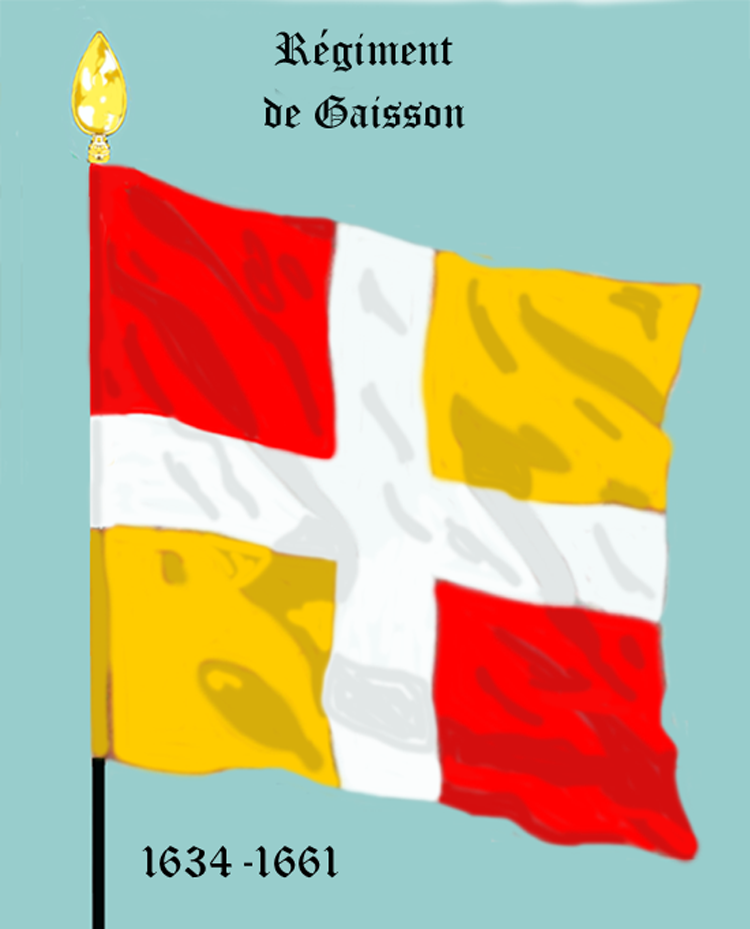

- Régiment de Gassion (1702-1709)

Ce régiment est levé le 12 janvier 1702 par Jean, chevalier de Gassion dans le cadre de la guerre de Succession d'Espagne. Employé d'abord dans les garnisons du Roussillon, il participe à la campagne de 1704 contre les Camisards, au siège de Nice, en 1705, au siège et bataille de Turin en 1706 puis il se distingue dans la retraite sur Pignerol. Envoyé à l'armée de Flandre en 1708, il combat à Audenarde et participe au siège de Leffinghem cette même année. Il prend le nom de régiment de Beaujeu après avoir été donné le 16 février 1709 à N. comte de Beaujeu
- Régiment de Gâtinais (1692-1749)

Ce régiment est créé sous ce titre le 4 octobre 1692, et donné à Henri, vicomte de Poudenx. Engagé dans la guerre de la Ligue d'Augsbourg, il est affecté à l'armée d'Italie en 1693 et se trouve à la bataille de La Marsaille en 1693, puis rejoint l'armée de Catalogne en 1695 et participe au siège de Barcelone en 1697. Dans le cadre de la guerre de Succession d'Espagne il rejoint l'armée d'Allemagne en 1701, passe la même année en Italie et assiste à la bataille de Chiari, en 1701, à la défense de Crémone, à la bataille de Luzzara, aux prises de Luzzara, de Guastalla et de Borgoforte en 1702, aux batailles de Stradella et de Castelnuovo de Bormia, à l'expédition de Tyrol, et à la prise d'Asti en 1703, aux sièges de Verceil, d'Ivrée et de Verrue en 1704. Donné le 7 juin 1704 à Philippe-Charles, marquis de La Fare, il se trouve à la prise de la Mirandole, à la bataille de Cassano en 1705, à la bataille de Calcinato, au siège et bataille de Turin en 1706, à la défense de Toulon en 1707, l'attaque de Césane en 1708 et Reste sur les Alpes jusqu'en 1712 puis il passe à l'armée de Roussillon en 1713 avec laquelle il participe au siège de Barcelone en 1714. Il est donné en 1717 à N. d'Asy puis à Nicolas de Chaugy, comte de Roussillon le 19 août 1726. Durant la guerre de Succession de Pologne il est affecté à l'armée d'Allemagne en 1733, et assiste au siège de Kelh en 1733, à la bataille d'Ettlingen, au siège de Philippsbourg en 1734, et à la bataille de Clausen en 1735. Il est donné le 20 février 1743 à Charles, marquis de Gouy d'Arcy qui le dirige, dans le cadre de la guerre de Succession d'Autriche à l'armée des Alpes et se trouve à la conquête du comté de Nice, siège et bataille de Coni en 1744, à la bataille du Tidone en 1746. Il est donné le 7 septembre 1746 à Pierre-Georges de Vaucouleurs, comte de Lanjamet avec lequel il se trouve à la défense de la Provence en 1747, et en garnison à Toulon et Saint-Tropez jusqu'à la paix. Il est incorporé le 10 février 1749, la compagnie des grenadiers dans le régiment des Grenadiers de France et le reste dans le régiment de Lorraine (1684-1762). Les deux drapeaux d'ordonnance de Gâtinais étaient noirs avec une traverse mi-partie jaune et verte dans chaque carré. Ce corps portait habit complet gri sblanc, parements rouges, boutons et galon de chapeau d'argent.

Régiment de Gâtinais (1692-1749)
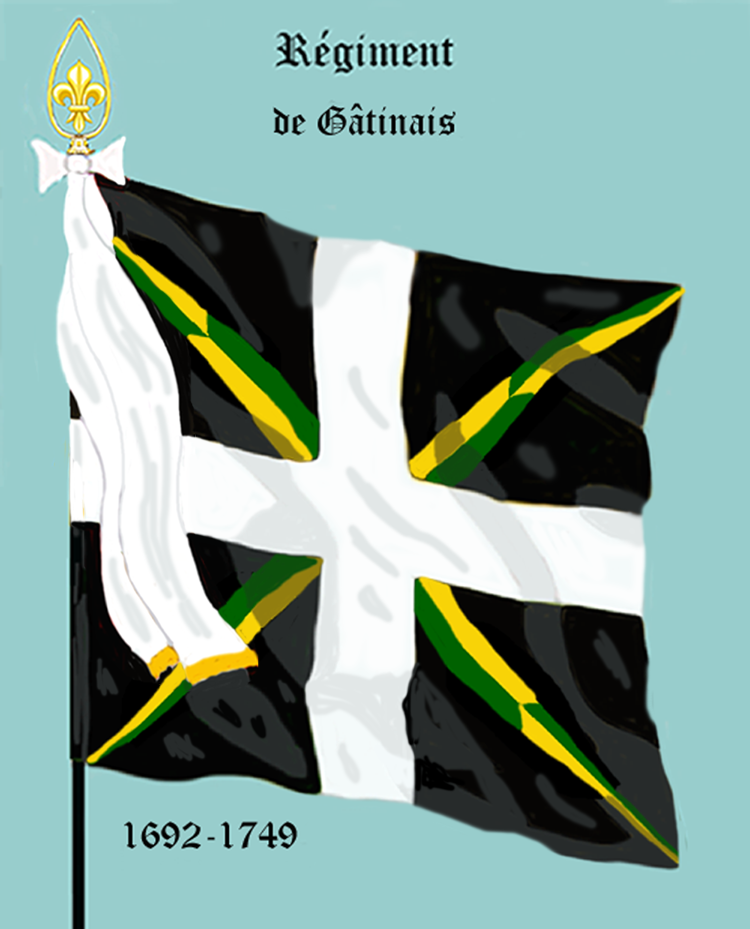

- Régiment de Gâtinais (1776-1782)

Le « régiment de Gâtinais » est formé sous ce titre, par ordonnance royale du 26 avril 1775, avec les 2e et 4e bataillons du régiment d'Auvergne. Par ordonnance du 30 janvier 1778, une compagnie du régiment forme le régiment des grenadiers royaux de l'Orléanais (1778-1789). Engagé dans la guerre d'indépendance des États-Unis, il prend le 11 juillet 1782 le titre de régiment Royal-Auvergne en récompense de sa belle conduite et sa bravoure.

Régiment de Gâtinais (1776-1782)
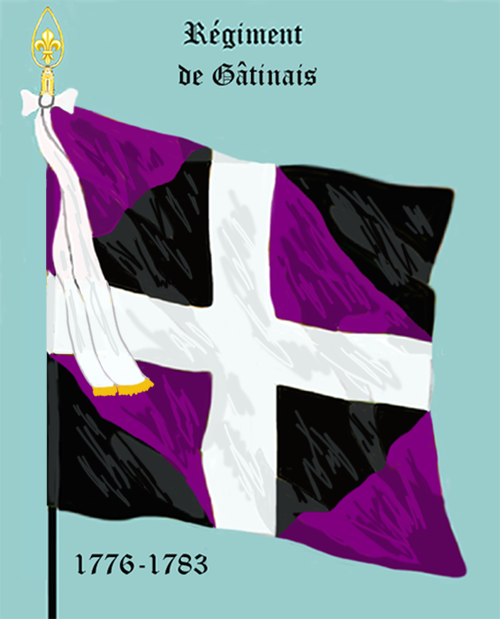
de 1776 à 1783

- Régiment de Gatté

Le régiment est levé le 20 mars 1635 par N. de Gatté, dans le cadre de la guerre de Trente Ans. Il sert en Lorraine puis il est licencié le 22 juin 1636.
- Régiment de Genatz 

Ce régiment suisse est levé le 8 juillet 1635 par N. Genatz dans le cadre de la guerre de Trente Ans. Il sert en Valteline et il est licencié en 1637.
- Régiment Genévois 

Ce régiment savoisien est levé le 28 novembre 1673, par Balthazar de Pobel, marquis de La Pierre. Il reste d'abord dans les garnisons puis il participe au siège de Valenciennes et à la bataille de Cassel en 1677. Il est licencié en 1678. Les sergents et soldats italiens du régiment permettent de former le régiment de Saint-Laurent.
- Régiment de Génissac

Ce régiment levé en mai 1585, par N. de Génissac, dans le cadre de la huitième guerre de Religion, est licencié la même année.
- Régiment de Genlis (1632-1639)

Ce régiment est levé 2 février 1632, dans le cadre de la guerre de Trente Ans par Florimond Bruslart, marquis de Genlis. Affecté à l'armée de Picardie il se trouve à la bataille des Avins en 1635 puis passe en Hollande en 1636. Il retourne à l'armée de Picardie en 1637 et participe au siège de Saint-Omer en 1638 puis il est licencié à la fin de 1639.
- Régiment de Genlis (1667-1667)

C'est l'ancien régiment de La Reine-Mère, qui prend le nom de « régiment de Genlis » en 1667, après avoir été vendu au marquis de Genlis, Citation|prétendit, à son arrivée, donner son nom au régiment. Le corps entier s'y opposa sans hésiter. Le Roi de France accorda au régiment le nom de régiment d'Artois (1667-1673) toujours en 1667.
- Régiment de Gensac (1651-1651),

Le régiment est levé le 24 septembre 1651 par N. de Gensac. Il sert en Languedoc, et est licencié à la fin de la campagne.
- Régiment de Gensac (1702-1711)

Le régiment est levé le 25 juillet 1702 par N. de Gensac. Engagé dans la guerre de Succession d'Espagne, il sert à l'armée du Rhin en 1703 et participe aux prises de Brisach et de Landau, et à la bataille du Speyerbach où le colonel est tué. Il est alors donné le 11 novembre 1703 à Gilles-Gervais de La Roche-Loumagne, marquis de Gensac. Le régiment est placé dans les lignes de la Lauter. Il prend le nom de régiment de Piffonel après avoir été donné en mars 1711 à N. de Piffonel.
- Régiment de Gensac (1711-1734)

C'est l'ancien régiment de Mirabeau (1697-1711), qui est renommé « régiment de Gensac » le 7 avril 1711 et qui prend le nom de régiment de Duras (1734-1743) le 10 mars 1734.

Régiment de Gensac (1711-1734)
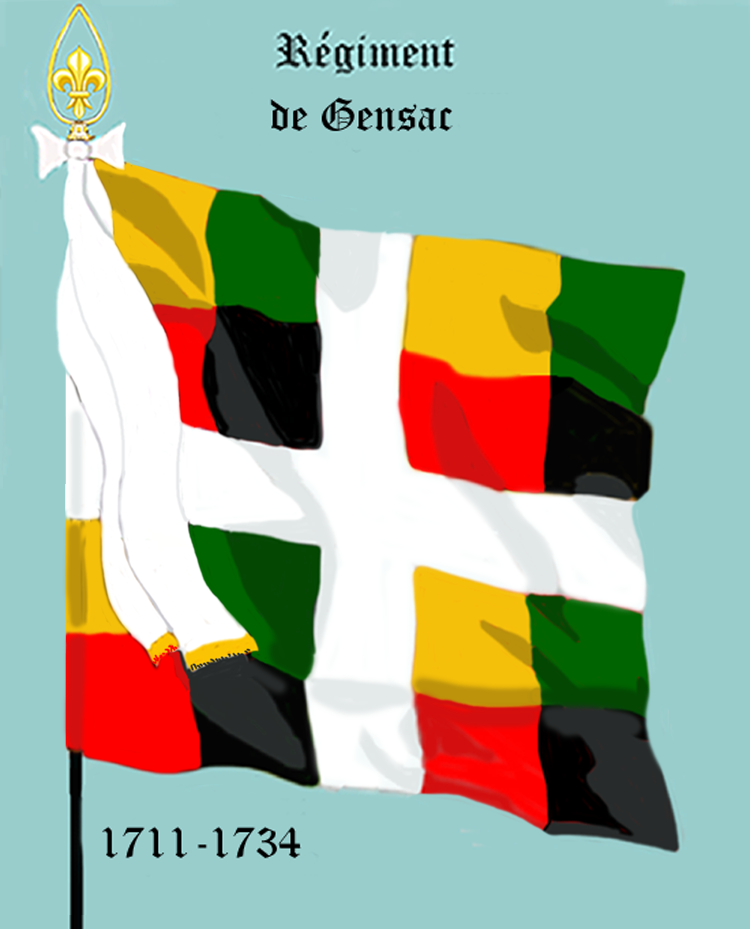

- Régiment de Gensac (1745-1748)

C'est l'ancien régiment de Ségur (1743-1745), qui est renommé « régiment de Gensac » le 1er décembre 1745 et qui prend le nom de régiment de Vastan (1748-1761) le 1er janvier 1748.

Régiment de Gensac (1745-1748)
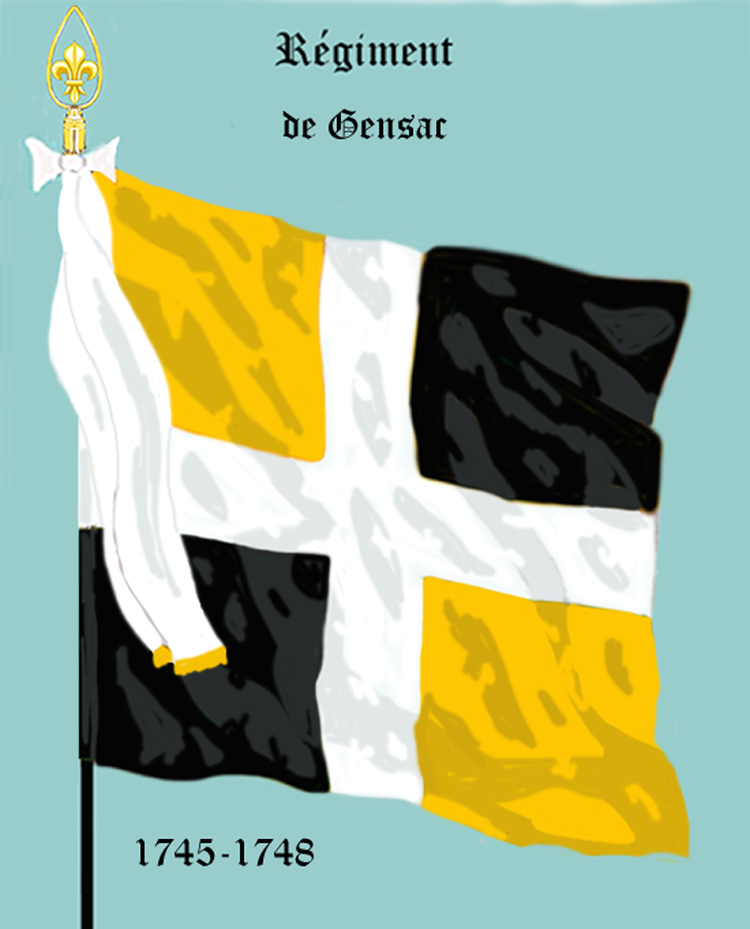

- Régiment de Gesvres

C'est l'ancien régiment de Saint-Preuil, qui est renommé « régiment de Gesvres » après avoir été donné, en 1641, à Louis-François Potier, marquis de Gesvres. Le régiment se trouve à la défense de la Bassée en 1642, à la bataille de Rocroi et au siège de Thionville en 1643 durant lequel le mestre de camp, est tué à l'assaut du 4 août 1643. Il est remplacé par son frère François Potier, marquis de Gandelus et de Gesvres, alors mestre de camp du régiment de Bretagne (1635-1643) qui l'incorpore le 10 août 1643 dans le régiment de Gesvres. Le régiment se trouve à la prise de Gravelines en 1644, aux prises de Cassel, de Mardyck et de Bourbourg en 1645. Envoyé à l'armée de Catalogne en 1646, il prend part au siège de Lérida durant lequel son mestre de camp y est tué et a pour successeur, le 18 juin 1646, Léon Potier, duc de Gesvres. Le régiment rejoint l'armée de Flandre en 1647, et contribue aux prises de Dixmude et de Lens, puis il participe au siège d'Ypres, à la bataille de Lens en 1648. Il passe cette même année en Catalogne où il reste jusqu'en 1653. Il se trouve à l'attaque des lignes d'Arras en 1654 et il est licencié à la fin de cette campagne.
- Régiment de Ghistelles

C'est l'ancien régiment de La Mothe-Houdancourt (1702-1709), qui est renommé « régiment de Ghistelles » après avoir été donné vers 1709 à N. de Ghistelles. Engagé dans la guerre de Succession d'Espagne, il prend le nom de régiment de Perthuis (1712-1714) le 20 février 1712 après avoir été donné à N.de Perthuis.
- Régiment de Girardin

C'est l'ancien régiment des Feugerez, qui prend le nom de « régiment de Girardin » le 8 août 1706 après avoir été donné à Alexandre-Louis de Girardin de Vauvray. Engagé dans la guerre de Succession d'Espagne, il prend le nom de régiment de Barbançon le 10 avril 1707 après avoir été donné à François du Prat de Nantouillet, comte de Barbançon.
- Régiment du Glandage 

C'est un régiment protestant, formé en septembre 1568, dans le cadre de la troisième guerre de Religion, par N. du Glandage. Il sert en Poitou et est licencié le 8 août 1570 à la paix de Saint-Germain-en-Laye.
- Régiment de Glatz 

Ce régiment irlandais, est levé le 20 juin 1653 par N. Glatz, pour participer à la guerre franco-espagnole. Affecté à l'armée de Guyenne, il est incorporé le 6 janvier 1657 dans le régiment Royal-Irlandais.
- Régiment de Glouzel

Ce régiment est levé le 1er janvier 1592 dans le cadre la huitième guerre de Religion, par N. de Glouzel. Il sert en Languedoc et participe à la bataille de Villemur, et est licencié la même année.
- Régiment de Goello

C'est l'ancien régiment de Bruslart, qui prend le nom de « régiment de Goello » après avoir été donné en 1712 à N. de Goello. Engagé dans la guerre de Succession d'Espagne il est licencié le 31 décembre 1713.
- Régiment de Gohas ainé

Le régiment est organisé 29 mai 1569, avec une fraction du régiment de Strozzi avec à sa tête Jean de Biran de Gohas. Il permet la création du régiment de Champagne.
- Régiment de Gohas jeune

C'est l'ancien régiment de Muns, qui donné en 1569 à N. de Gohas jeune est renommé « régiment de Gohas ». Dans le cadre de la troisième guerre de Religion, il est affecté à l'armée de Poitou et participe à la bataille de La Roche-l'Abeille avant d'être affecté à l'armée de Guyenne en 1570. En 1573, lors de la quatrième guerre de Religion, il se trouve au siège de La Rochelle. Par manque de moyens du Trésor royal le siège est levé et le régiment licencié le 24 juin 1573.
- Régiment de Goltz 

C'est l'ancien régiment Mazarin-Polonais, qui prend le nom de « régiment de Goltz » le 15 février 1651 après avoir été donné, à son colonel-lieutenant Charles Joachim Rüdiger, chevalier de Goltz. Il se trouve aux batailles de Bléneau, d'Étampes et du faubourg Saint-Antoine en 1652. Il rejoint l'armée de Flandre en 1653 et il est licencié en 1654. La charge de colonel-général de l'infanterie polonaise, créée le 14 avril 1648 et supprimée en 1654, a été occupée par Jean Wladislas, prince Radziwill.
- Régiment de Gondrin (1567-1570)

Ce régiment est formé par ordre du 28 septembre 1567, dans le cadre de la deuxième guerre de Religion, en Guyenne, par N. de Gondrin. Il est licencié le 8 août 1570 à la paix de Saint-Germain-en-Laye.
- Régiment de Gondrin (1630-1631)

Ce régiment est levé le 27 mars 1630, par N. de Pardaillan de Gondrin, dans le cadre de la guerre de Succession de Mantoue. Il participe à la conquête de la Savoie puis il est réformé après le traité de Cherasco en 1631.
- Régiment de Gondrin (1703-1745)

C'est l'ancien régiment d'Antin, qui est renommé « régiment de Gondrin » en 1703 et qui prend le nom de régiment de La Gervasais en 1712 qui est qui est à nouveau renommé régiment d'Antin en 1734, pour redevenir le régiment de Gondrin en 1743 et qui prend le nom de régiment de Montboissier en 1745.

Régiment de Gondrin (1703-1745)
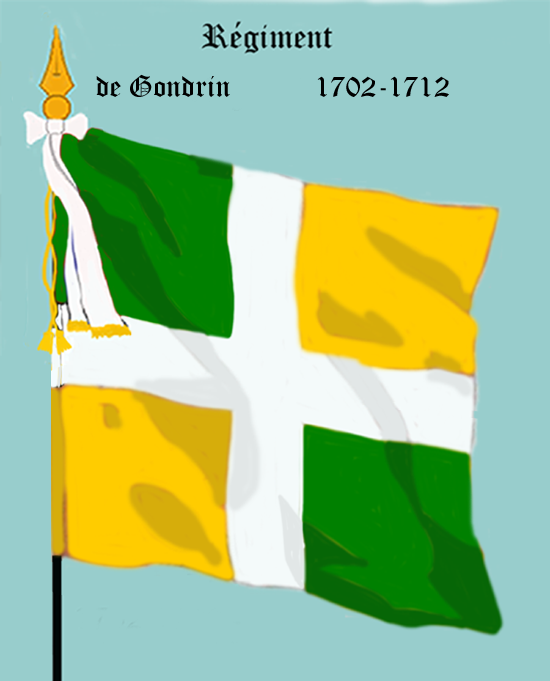
de 1702 à 1712

- Régiment de Gonnor

Ce régiment est le 10 février 1641 par N. de Gouffier, comte de Gonnor dans le cadre de la guerre de Trente Ans. Affecté à l'armée d'Italie, il se trouve au siège de Tortone en 1642. Il est donné le 8 mai 1643 à Charles de Gouffier, comte de Gonnor et est licencié le 8 octobre 1643.
- Régiment de Gournay,

Voir régiment de Varennes-Gournay
- Régiment de Gramont (1562-1563) 

Ce régiment protestant est formé en Guyenne en 1562 par Antoine d'Aure, seigneur de Gramont dans le cadre de la première guerre de Religion. En 1562, le régiment participe à la prise d'Orléans et de Bourges, au blocus de Paris et à la bataille de Dreux. En 1563, il défend Orléans et est licencié le 19 mars 1563 après la chute de la ville.
- Régiment de Gramont (1615-1616)

Ce régiment est levé le 27 décembre 1615, par Antoine, comte de Gramont. Il sert en Guyenne et est licencié le 6 mai 1616 à la paix de Loudun.
- Régiment de Gramont (1706-1709)

Ce régiment est levé le 4 février 1706, par N. marquis de Gramont. Engagé dans la guerre de Succession d'Espagne il sert dans les garnisons du Roussillon. Il prend le nom de régiment de Saive après avoir été donné en 1709 à N. de Saive.
- Régiment de Gramont (1642-1665) ou régiment de Gramont-liégois

C'est l'ancien régiment de Vallemont, qui est renommé « régiment de Gramont », parfois dénommé « régiment de Gramont-liégeois », 1642 et qui prend le nom de régiment de Louvigny le 11 octobre 1665.

Régiment de Gramont (1642-1665)
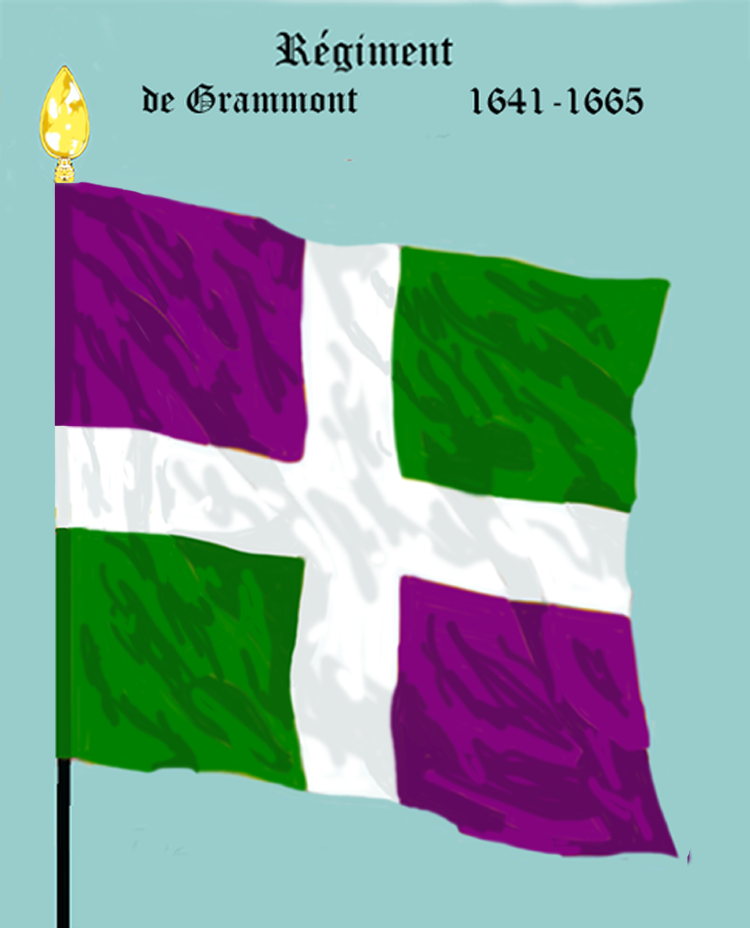

- Régiment de Grancey

Ce régiment est levé le 3 février 1630 par Jacques Rouxel de Médavy, comte de Grancey. Il prend le nom de régiment de Perche le 8 décembre 1635 Il reprend de nouveau le nom de régiment de Grancey en 1639 avant de devenir régiment de La Chenelaye le 23 mars 1707.

Régiment de Grancey (1630-1707)
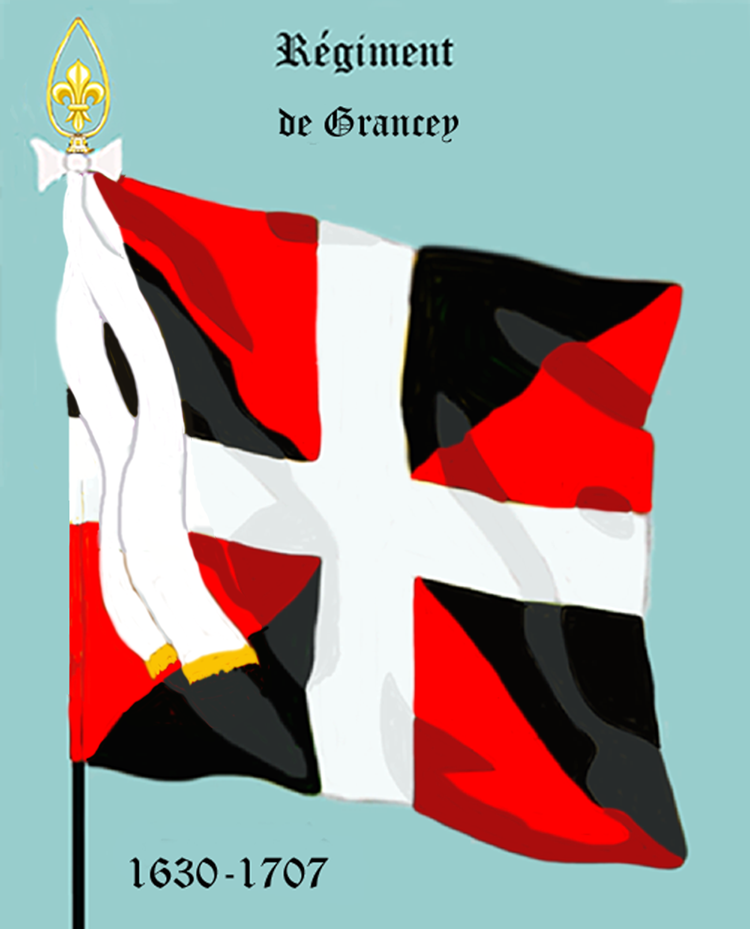

- Régiment de Grandpré

Le régiment est levé, dans le cadre de la guerre de Trente Ans,le 11 janvier 1632 par Antoine-François de Joyeuse, comte de Grandpré. Après avoir servi sur le Rhin, il est donné le 20 juillet 1640 à Charles-François de Joyeuse, comte de Grandpré, fils du précédent. Mis en garnison à Mouzon et à Beaumont-en-Argonne il participe au siège de La Mothe en 1645 et devient un régiment frondeur en 1650. Cassé le 4 décembre 1650, il est rétabli le 18 août 1652 et participe aux prises de Rethel et de Mouzon en 1653, aux prises de Liège, de Virton et de Clermont en 1654, au siège de Valenciennes en 1656 et au siège de Montmédy en 1657. Le régiment est cédé par le mestre de camp à son fils en août 1660 puis il est licencié en 1662.
- Régiment de Grandvillars (où Grand Villars où Granvillars) 

C'est l'ancien régiment de La Cour au Chantre, qui est renommé « régiment de Grandvillars (où Grand Villars) » le 12 mai 1748 et qui prend le nom de régiment de Balthazard le 15 juin 1749.

Régiment de Grandvillars (1748-1749)
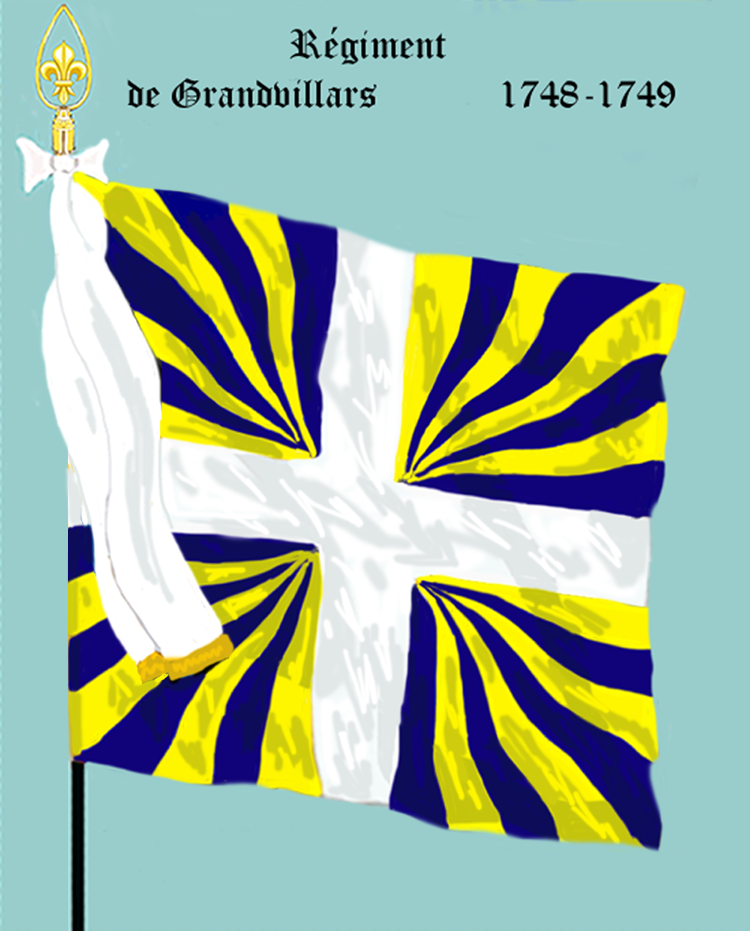

- Régiment de Grandval

Ce régiment est levé le 22 janvier 1596, dans le cadre de la huitième guerre de Religion par N. de Granval. Il sert pour la réduction de Marseille puis il est licencié la même année.
- Régiment de Grandlieu

C'est l'ancien régiment de Vieillevigne, qui est renommé « régiment de Grandlieu » après avoir été donné en 1708 à N. de Crux de Grandlieu. Engagé dans la guerre de Succession d'Espagne il prend le nom de régiment d'Arros après avoir été donné le 3 septembre 1710 à Jean-Armand, comte d'Arros d'Argelos.
- Régiment de Graville

Ce régiment est formé le 16 août 1597 avec les bandes du Perche, dans le cadre la huitième guerre de Religion, par Charles de Balsac, comte de Graville. Il est envoyé à Nantes et est licencié le 6 mai 1598 après la paix de Vervins. Ce régiment est censé être à l'origine du régiment de Soissonnais.

Régiment de Graville
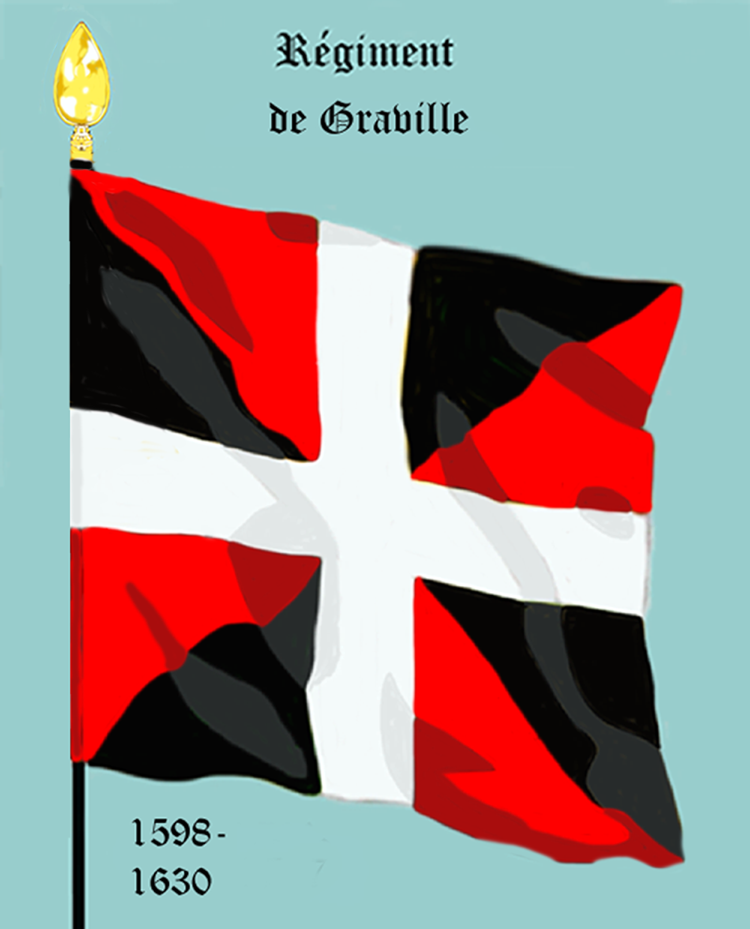

- Régiment de Gréder (1616-1616) 

Ce régiment suisse est amené le 13 novembre 1616, par Wolfgang Gréder. Affecté à l'armée de Savoie, il est congédié le 1er décembre 1616.
- Régiment de Gréder (1635-1641) 

Ce régiment suisse est levé le 25 juin 1635, par Wolfgang Gréder dans le cadre de la guerre de Trente Ans. Affecté à l'armée de Valteline, il est congédié en avril 1637. Rappelé le 31 juillet 1639, il est congédié en 1641, après la mort du colonel.
- Régiment de Gréder (1673-1714) 

Ce régiment suisse est levé le 5 décembre 1673, par Wolfgang Gréder. Il prend le nom de régiment d'Affry en 1714.

Régiment de Gréder (1673-1714)
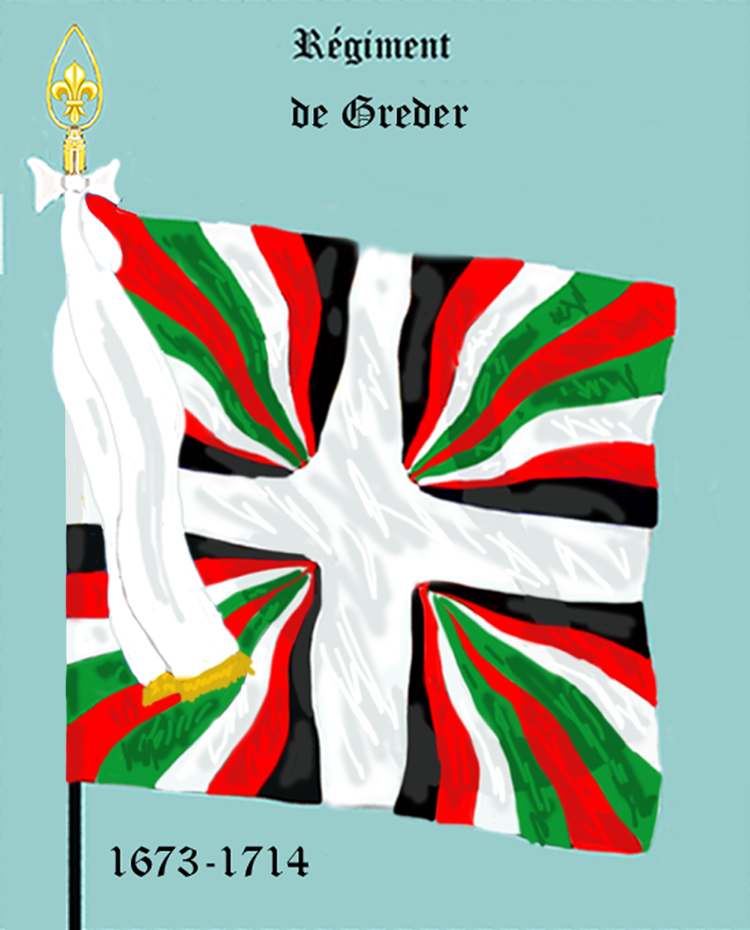

Régiment de Greder (1686-1716)
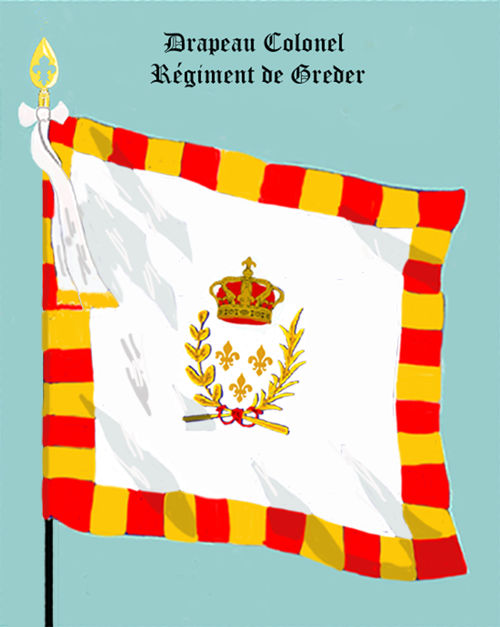
drapeau Colonel du régiment de Greder
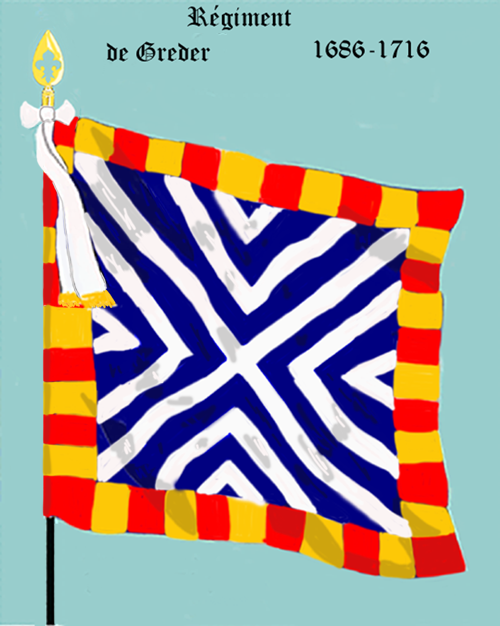
de 1686 à 1716, 1er modèle
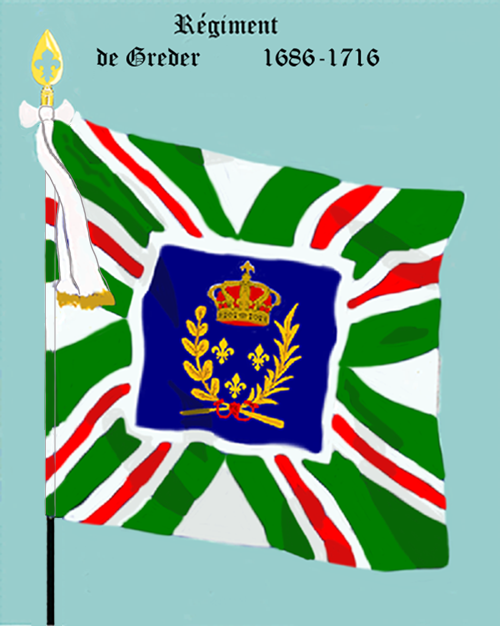
de 1686 à 1716, 2e modèle

C'est l'ancien régiment de Furstemberg (1670-1686), qui est renommé « régiment de Greder » en 1686 et qui prend le nom de régiment de Sparre (1716-1720) en 1716.
- Régiment de Greder (1686-1716)
- drapeau Colonel du régiment de Greder
- de 1686 à 1716, 1er modèle
- de 1686 à 1716, 2e modèle

- Régiment de Grémian 

C'est un régiment protestant, levé en juin 1585, dans le cadre de la huitième guerre de Religion, par N. de Grémian. Il prend le nom de régiment de Lecques (1585-1587) après avoir été donné en octobre 1585 à Antoine du Pleix de Lecques.
- Régiment des Grenadiers de France

Ce régiment est créé sous ce titre le 10 février 1749, et formé à Arras avec les compagnies de grenadiers des régiments licenciés cette année; savoir : le 31 décembre 1748, il reçoit l'incorporation de la compagnie des grenadiers du régiment Royal-Lorraine et le 10 février 1749, il reçoit l'incorporation des compagnies des grenadiers, du régiment d'Agénois (1692-1749), du régiment d'Aunis (1684-1749), du régiment d'Auxerrois (1692-1749), du régiment de Bassigny (1684-1749), du régiment de Beaujolais (1685-1749), du régiment de Blaisois (1692-1749), du régiment de Dauphiné (1684-1749), du régiment de Fleury, du régiment de Gâtinais (1692-1749), du régiment des Landes, du régiment de Luxembourg, du régiment de Ponthieu (1685-1749), du régiment de Santerre, du régiment de Vexin (1684-1749), du régiment de Vivarais (1684-1749)] Il prend rang dans l'infanterie entre le régiment de Bourbon et le régiment de Beauvoisis, suivant la date de la création des premiers grenadiers. Ce corps était commandé par un lieutenant général, avec le titre d'inspecteur général. Cet officier avait sous lui quatre maréchaux de camp commandant chacun une brigade de douze compagnies. Il y avait un colonel pour deux compagnies. Il est donné le 20 février 1749 à Vincent-Judes, marquis de Saint-Pern. CIl se trouve au camp de Compiègne en 1750 et au camp de Dieppe en 1756. Engagé dans la guerre de Sept Ans, il est affecté à l'armée d'Allemagne en 1757, et participe à la bataille de Hastenbeck, à la conquête du Hanovre en 1757, à l'attaque du camp de Froweiler, le 15 juillet 1758 durant lequel il tue 200 hommes, prend 100 hommes et un canon, attaque le camp du prince de Holstein-Gottorp à Borck, au mois de septembre puis il poursuit le général Kilmansegg et se trouve au blocus de Munster en octobre et à la bataille de Minden en 1759 durant laquelle les grenadiers se font écraser en couvrant la retraite, et passent l'hiver à Francfort. Il se trouve à la bataille de Duderstadt en 1760 à la prise d'Heiligenstadt, où les douze compagnies commandées par le comte de Guines pénètrent les premières. Donné le 8 mars 1761 à Jacques de Choiseul, comte de Stainville, il assiste à la bataille de Grebenstein en 1762. Après la paix il est envoyé en garnison à Nancy en 1616, à Arras en 1766, à Nancy en 1768, et au Havre en 1771. Il est licencié le 4 août 1771. Les Grenadiers de France portèrent d'abord l'habit et parements bleus; revers et collet rouges boutonnières blanches sur l'habit, trois sur chaque parement, et trois sur chaque poche coupée en travers; boutons blancs; veste bleue, boutonnant droit, boutonnières blanches sur le devant, et trois sur chaque poche, culotte bleue, bonnet de peau d'ours par devant, rouge par derrière. En 1616, ils eurent les revers, collet, parements et doublure jaune-citron, avec des agréments blancs ; veste et culotte blanches; et une plaque de cuivre jaune aux armes du roi sur le devant du bonnet à poil. En 1770, la doublure devint blanche. Le drapeau particulier de ce corps avait ses 1er et 4e carrés bleu d'azur semés de fleurs de lys d'or; les 2e et 3e carrés étaient blancs semés de grenades noires enflammées disposées en quinconce. Au centre de la croix, l'écusson de France, avec couronne royale, encadrement et palmes verts. Le drapeau colonel avait les mêmes armoiries dans la croix.

Régiment des Grenadiers de France
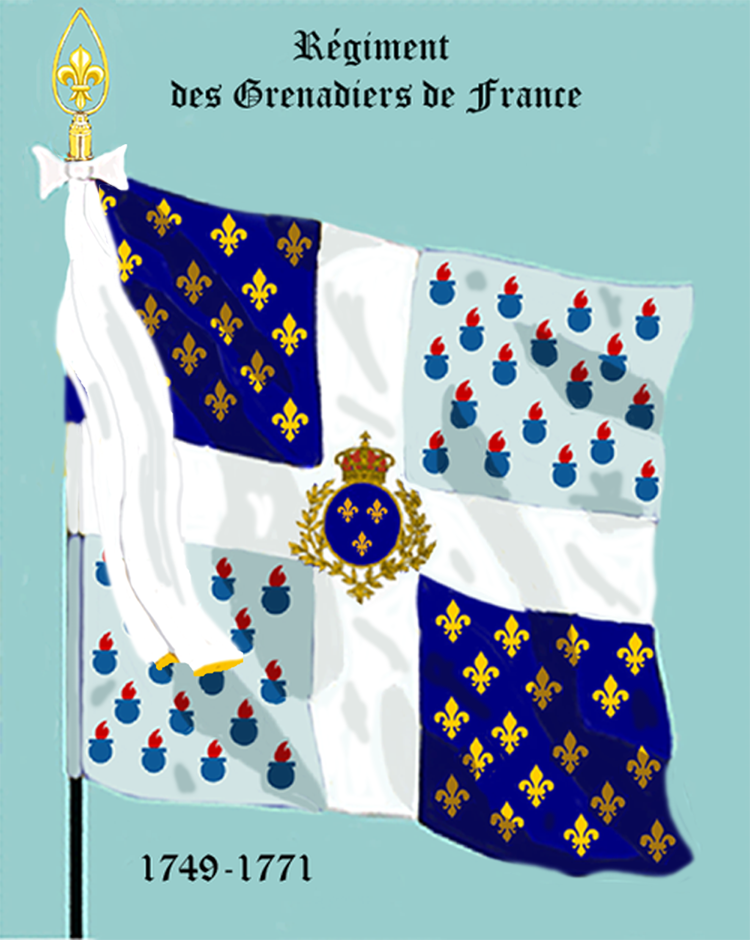
de 1749 à 1771
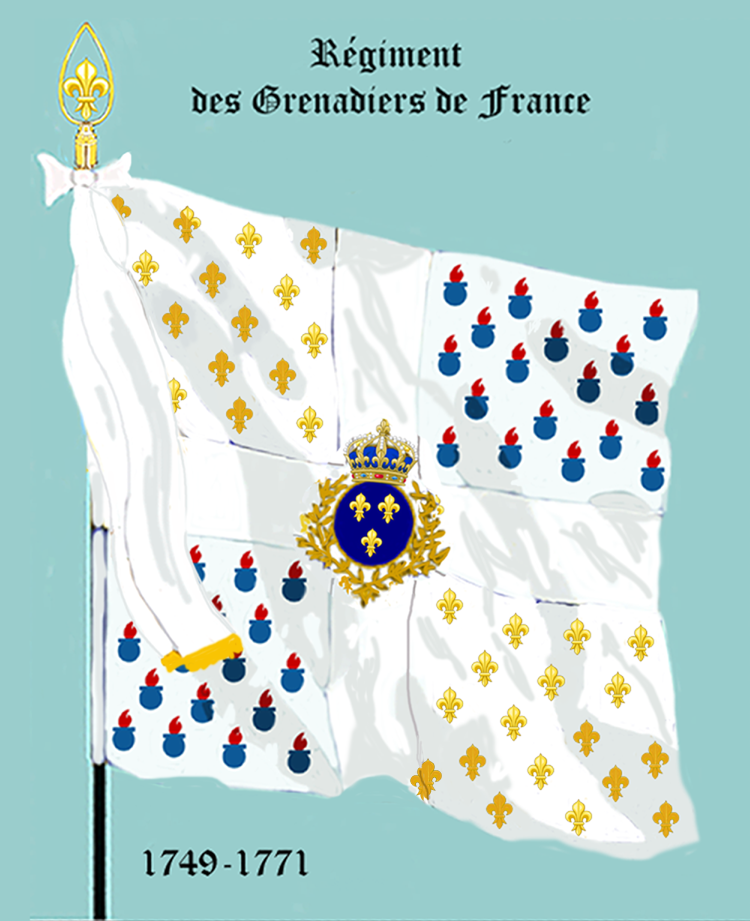
drapeau colonel

- Régiment des Grenadiers-Royaux d'Ally

C'est l'ancien régiment des Grenadiers-Royaux de Prugues qui est renommé « régiment des Grenadiers-Royaux d'Ally » après avoir été donné le 13 mai 1757 à Charles de Rochefort, chevalier d'Ally. Engagé dans la guerre de Sept Ans, il fait les campagpes de 1757 à 1760 sur les côtes, et de 1761 et 1762 en Allemagne. Il est licencié le 10 décembre 1762.
- Régiment des Grenadiers-Royaux de l'Artois

C'est un régiment provincial qui est créé par ordonnance du 4 août 1771, en remplacement du régiment des Grenadiers de France. Ce régiment, distingué par une épaulette jaune et blanc mélangés, est formé de dix compagnies tirées des régiments provinciaux de Rouen, de Pont-Audemer, de Péronne et d'Arras sous le commandement du colonel de Méhégan. Le régiment est supprimé par ordonnance du 15 décembre 1775 qui fait disparaître les troupes provinciales.
- Régiment des Grenadiers-Royaux d'Aulan (1745-1759)

Ce régiment est formé le 10 avril 1745 avec des miliciens par Henri de Suarès, chevalier d'Aulan. Engagé dans la guerre de Succession d'Autriche il sert à l'armée de Flandre et participe à la bataille de Lauffeld en 1747 et au siège de Maastricht en 1616. Il prend le nom de régiment des Grenadiers-Royaux de Le Camus (1759-1761) après avoir été donné le 10 février 1759 à N. de Le Camus.
- Régiment des Grenadiers-Royaux d'Aulan (1759-1760)

C'est l'ancien régiment des Grenadiers-Royaux de Bruslard, qui est renommé « régiment des Grenadiers-Royaux d'Aulan » après avoir été donné le 10 février 1759 à Henri de Suarès, chevalier d'Aulan. Engagé dans la guerre de Sept Ans, il prend le nom de régiment des Grenadiers-Royaux de Lespinasse après avoir été donné en 1760 à N. de Lespinasse.
- Régiment des Grenadiers-Royaux de Bauteville

Ce régiment est formé le 10 avril 1745 avec des miliciens par Pierre Du Buisson, chevalier de Bautteville. Engagé dans la guerre de Succession d'Autriche il sert à l'armée de Flandre. Il prend le nom de régiment des Grenadiers-Royaux de Châtillon après avoir été donné le 28 mars 1746 à Étienne de Châtillon.
- Régiment des Grenadiers-Royaux de Bergeret

C'est l'ancien régiment des Grenadiers-Royaux d'Espagnac, qui est renommé « régiment des Grenadiers-Royaux de Bergeret » après avoir été donné le 20 mars 1750 à Jacques-Antoine de Bergeret. Dans le cadre de la guerre de Sept Ans, le régiment participe aux campagnes d'Allemagne en 1757 et 1758. Il prend le nom de régiment des Grenadiers-Royaux de Narbonne après avoir été donné le 10 février 1759 à Jean-François, comte de Narbonne.
- Régiment des Grenadiers-Royaux de la Bretagne (1771-1775)

C'est un régiment provincial qui est créé par ordonnance du 4 août 1771, en remplacement du régiment des Grenadiers de France. Ce régiment, distingué par une épaulette noire, est formé de neuf compagnies tirées des régiments provinciaux de Rennes, de Nantes, de Vannes et de Caen sous le commandement du colonel, le comte du Plessis d'Argentré, remplacé en 1774 par le chevalier d'Argentré. Le régiment est supprimé par ordonnance du 15 décembre 1775 qui fait disparaître les troupes provinciales.
- Régiment des Grenadiers-Royaux de la Bretagne (1778-1789)

Ce régiment est constitué par ordonnance du 30 janvier 1778 et formé à Rennes des compagnies de grenadiers des bataillons de garnison attachés aux régiments de Bretagne, de Monsieur, Royal-Vaisseaux, Royal-Marine, de Savoie-Carignan, de La Fère, de Saintonge et de Foix, sous le commandement des colonels marquis du Penhoët en 1778, comte de Noinville en 1788. Il est licencié le 30 septembre 1789. Il avait les épaulettes violette.
- Régiment des Grenadiers-Royaux de Bruslard

Ce régiment est formé le 10 avril 1745 avec des miliciens par Gaspard Robert de Guérin de Bruslard,. Engagé dans la guerre de Succession d'Autriche il sert en Flandre jusqu'à la paix. Pendant la guerre de Sept Ans il se trouve sur les côtes d'Aunis et de Saintonge. Il prend le nom de régiment des Grenadiers-Royaux d'Aulan (1759-1760) après avoir été donné le 10 février 1759 à Henri de Suarès, chevalier d'Aulan.
- Régiment des Grenadiers-Royaux de Cambis

C'est l'ancien régiment des Grenadiers-Royaux de Coincy, qui est renommé « régiment des Grenadiers-Royaux de Cambis » après avoir été donné en 1761 à N., chevalier de Cambis. Engagé dans la guerre de Sept Ans, il est licencié le 10 décembre 1762.
- Régiment des Grenadiers-Royaux de Chabrillant

Ce régiment est formé le 10 avril 1745 avec des miliciens par N. de Moreton, marquis de Chabrillant. Pendant la guerre de Succession d'Autriche et la guerre de Sept Ans, il sert sur les côtes. Il est licencié le 10 décembre 1762.
- Régiment des Grenadiers-Royaux de la Champagne

Ce régiment est constitué par ordonnance du 30 janvier 1778 et formé à Valenciennes des compagnies de grenadiers des bataillons de garnison attachés aux régiments de Brie, d'Orléans, de Neustrie et de La Marine, des deux compagnies du régiment provincial d'artillerie de La Fère, et des deux compagnies du 1er régiment d'État-major sous le commandement des colonels comte de Bévy en 1778, et comte de Courcy en 1788. Il est licencié le 30 septembre 1789. Il avait les épaulettes bleu de roi et blanc mélangés.
- Régiment des Grenadiers-Royaux de Chantilly

C'est l'ancien régiment des Grenadiers-Royaux de Latour, qui est renommé « régiment des Grenadiers-Royaux de Chantilly » après avoir été donné le 28 mars 1746 à Louis-Joseph des Escotais, chevalier de Chantilly. Engagé dans la guerre de Succession d'Autriche il participe aux prises d'Anvers et de Namur, et à la bataille de Rocoux, à la défense d'Anvers en 1746, et au siège de Berg-op-Zoom en 1747, et au siège de Maastricht en 1616. Pendant la guerre de Sept Ans, il sert à l'armée d'Allemagne en 1757, et assiste à la bataille de Hastenbeck, à la conquête du Hanovre, à la bataille de Krefeld en 1758, à la bataille de Minden en 1759, aux batailles de Corbach et de Warburg en 1760, et à la bataille de Villinghausen en 1761. Il est licencié le 10 décembre 1762.
- Régiment des Grenadiers-Royaux de Châtillon

C'est l'ancien régiment des Grenadiers-Royaux de Bauteville, qui est renommé « régiment des Grenadiers-Royaux de Châtillon » après avoir été donné le 28 mars 1746 à Étienne de Châtillon. Engagé dans la guerre de Succession d'Autriche il participe au siège d'Anvers, à la bataille de Rocoux en 1746, à la conquête de la Flandre maritime, à la bataille de Lauffeld en 1747, et au siège de Maastricht en 1616. Pendant la guerre de Sept Ans, il sert sur les côtes. Il prend le nom de régiment des Grenadiers-Royaux de Longaunay (1759-1762) après avoir été donné le 10 février 1759 à Charles-André, chevalier de Longaunay.
- Régiment des Grenadiers-Royaux de Coincy

Ce régiment est formé le 10 avril 1745 avec des miliciens par N. de Montreuil de Coincy. Engagé dans la guerre de Succession d'Autriche, il est affecté à l'armée de Flandre et il participe aux prises de Mons, de Charleroi, de Namur, et à la bataille de Rocoux en 1746, à la bataille de Lauffeld, et au siège de Berg-op-Zoom en 1747, puis il passe à l'armée des Alpes en 1616. Il sert sur les côtes pendant la guerre de Sept-Ans. Il prend le nom de régiment des Grenadiers-Royaux de Cambis après avoir été donné en 1761 à N., chevalier de Cambis.
- Régiment des Grenadiers-Royaux du Comté de Bourgogne (1771-1775)

C'est un régiment provincial qui est créé par ordonnance du 4 août 1771, en remplacement du régiment des Grenadiers de France. Ce régiment, distingué par une épaulette vert et blanc mélangés, est formé de dix compagnies tirées des régiments provinciaux de Dijon, d'Autun, de Salins et de Vesoul sous le commandement du colonel, le marquis de Mauroy, remplacé en 1773 par le comte de Coeli. Le régiment est supprimé par ordonnance du 15 décembre 1775 qui fait disparaître les troupes provinciales.
- Régiment des Grenadiers-Royaux du Comté de Bourgogne (1778-1789)

Ce régiment est constitué par ordonnance du 30 janvier 1778 et formé à Besançon des compagnies de grenadiers des bataillons de garnison attachés aux régiments de Condé, Royal-Comtois et d'Enghien, de celles des régiments provinciaux d'artillerie de Besançon et de Toul et [d'Auxonne, sous le commandement des colonels de Chamolle en 1778, comte de Brancion en 1784, comte de La Tour-du-Pin-Chambly en 1788. Il avait les épaulettes vert et blanc mélangés.
- Régiment des Grenadiers-Royaux du Dauphiné

C'est un régiment provincial qui est créé par ordonnance du 4 août 1771, en remplacement du régiment des Grenadiers de France. Ce régiment, distingué par une épaulette violette, est formé de dix compagnies tirées des régiments provinciaux de Moulins, de Clermont, de Lyon, de Valence et d'Aix sous le commandement du colonel, le marquis du Blosset, remplacé en 1773 par le marquis de Bayanne. Le régiment est supprimé par ordonnance du 15 décembre 1775 qui fait disparaître les troupes provinciales.
- Régiment des Grenadiers-Royaux d'Espagnac

Ce régiment est formé le 10 avril 1745 avec des miliciens par Jean Baptiste-Joseph Damazit de Sahuguet, baron d'Espagnac. Engagé dans la guerre de Succession d'Autriche il est affecté à l'armée de Flandre, et participe aux prises d'Audenarde, de Termonde et d'Ath en 1745, aux sièges de Bruxelles et d'Anvers, et à la bataille de Rocoux en 1746, à la bataille de Lauffeld en 1747, et au siège de Maastricht en 1616. Il prend le nom de régiment des Grenadiers-Royaux de Bergeret après avoir été donné le 20 mars 1750 à Jacques-Antoine de Bergeret.
- Régiment des Grenadiers-Royaux de la Guyenne (1771-1775)

C'est un régiment provincial qui est créé par ordonnance du 4 août 1771, en remplacement du régiment des Grenadiers de France. Ce régiment, distingué par une épaulette bleue, est formé de dix compagnies tirées des régiments provinciaux d'Auch, de Bordeaux, de Marmande, de Périgueux et de La Rochelle sous le commandement du colonel, le comte de Pardaillan. Le régiment est supprimé par ordonnance du 15 décembre 1775 qui fait disparaître les troupes provinciales.
- Régiment des Grenadiers-Royaux de la Guyenne (1778-1789)

Ce régiment est constitué par ordonnance du 30 janvier 1778 et formé à Blaye des compagnies de grenadiers des bataillons de garnison attachés aux régiments de Guyenne, d'Aquitaine, de Médoc, de Forez, de Bresse, d'Armagnac, d'Agénois et d'Aunis sous le commandement des colonels marquis du Crest en 1778 et marquis d'Escayrac en 1789. Il est licencié le 30 septembre 1789. Il avait les épaulettes rouges et bleus de roi mélangés.
- Régiment des Grenadiers-Royaux de l'Île de France (1771-1775)

C'est un régiment provincial qui est créé par ordonnance du 4 août 1771, en remplacement du régiment des Grenadiers de France. Ce régiment, distingué par une épaulette aurore, est formé de neuf compagnies tirées des régiments provinciaux de Senlis, de Mantes, de Joigny, de Paris et de Lille sous le commandement du colonel, le comte de Miromesnil. Le régiment est supprimé par ordonnance du 15 décembre 1775 qui fait disparaître les troupes provinciales.
- Régiment des Grenadiers-Royaux de l'Île de France (1778-1789)

Ce régiment est constitué par ordonnance du 30 janvier 1778 et formé à Mantes des compagnies de grenadiers des bataillons de garnison attachés aux régiments du Roi, d'Île-de-France, de Beauvaisis, Royal, de Bourgogne, de Chartres et de Soissonnais, sous le commandement des colonels baron du Mesnil-Durand en 1778, marquis de Turmel en 1784. Il est licencié le 30 septembre 1789. Il avait les épaulettes bleu de roi.
- Régiment des Grenadiers-Royaux de La Tresne

C'est l'ancien régiment des Grenadiers-Royaux de Longaunay, qui est renommé « régiment des Grenadiers-Royaux de La Tresne » après avoir été donné le 28 mars 1746 à Léonard-Casimir Lecomte, chevalier de La Tresne. Engagé dans la guerre de Succession d'Autriche, il participe aux sièges d'Anvers et de Namur,et à la bataille de Rocoux en 1746, à la bataille de Lauffeld et au siège de Berg-op-Zoom en 1747, et au siège de Maastricht en 1616. Dans le cadre de la guerre de Sept Ans, il sert sur les côtes de 1756 à 1760, puis rejoint l'armée d'Allemagne en 1761 et assiste à la bataille de Villinghausen. Il est licencié le 10 décembre 1762.
- Régiment des Grenadiers-Royaux du Languedoc (1771-1775)

C'est un régiment provincial qui est créé par ordonnance du 4 août 1771, en remplacement du régiment des Grenadiers de France. Ce régiment, distingué par une épaulette rouge et noir mélangés, est formé de dix compagnies tirées des régiments provinciaux de Montauban, de Montpellier, d'Anduze et d'Albi sous le commandement du colonel, le comte de La Barthe. Le régiment est supprimé par ordonnance du 15 décembre 1775 qui fait disparaître les troupes provinciales.
- Régiment des Grenadiers-Royaux du Languedoc (1778-1789)

Ce régiment est constitué par ordonnance du 30 janvier 1778 et formé à Montpellier des compagnies de grenadiers des bataillons de garnison attachés aux régiments de Piémont, [Royal-Roussillon, de Languedoc, de Provence (1776-1780) et de Dauphiné, de celles du 5e régiment d'État-major et d'une du régiment provincial d'artillerie de Grenoble, sous le commandement des colonels de Montrosier en 1778, comte de Bardonnenche en 1784. Il est licencié le 30 septembre 1789. Il avait les épaulettes rouge et noir mélangés.
- Régiment des Grenadiers-Royaux de Latour

Ce régiment est formé le 10 avril 1745 avec des miliciens par N. de Latour. Engagé dans la guerre de Succession d'Autriche il sert dans l'armée de Flandre. Il prend le nom de régiment des Grenadiers-Royaux de Chantilly après avoir été donné le 28 mars 1746 à Louis-Joseph des Escotais, chevalier de Chantilly.
- Régiment des Grenadiers-Royaux de Le Camus (1759-1761)

C'est l'ancien régiment des Grenadiers-Royaux d'Aulan (1745-1759), qui est renommé « régiment des Grenadiers-Royaux de Le Camus » après avoir été donné le 10 février 1759 à N. de Le Camus. Engagé dans la guerre de Sept Ans il prend le nom de régiment des Grenadiers-Royaux de Puységur après avoir été donné en 1761 à N. de Puységur.
- Régiment des Grenadiers-Royaux de Le Camus (1761-1762)

C'est l'ancien régiment des Grenadiers-Royaux de Modène, qui est renommé « régiment des Grenadiers-Royaux de Le Camus » après avoir été donné en 1761 à N. Le Camus. Engagé dans la guerre de Sept Ans, il est licencié le 10 décembre 1762.
- Régiment des Grenadiers-Royaux de Lespinasse

C'est l'ancien régiment des Grenadiers-Royaux d'Aulan (1759-1760), qui est renommé « régiment des Grenadiers-Royaux de Lespinasse » après avoir été donné en 1760 à N. de Lespinasse. Engagé dans la guerre de Sept Ans, il est licencié le 10 décembre 1762.
- Régiment des Grenadiers-Royaux de Longaunay (1745-1746)

Ce régiment est formé le 10 avril 1745 avec des miliciens par Charles-André, chevalier de Longaunay. Engagé dans la guerre de Succession d'Autriche il sert dans l'armée de Flandre et participe au siège de Bruxelles en 1746. Il prend le nom de régiment des Grenadiers-Royaux de La Tresne après avoir été donné le 28 mars 1746 à Léonard-Casimir Lecomte, chevalier de La Tresne.
- Régiment des Grenadiers-Royaux de Longaunay (1759-1762)

C'est l'ancien régiment des Grenadiers-Royaux de Châtillon, qui est renommé « régiment des Grenadiers-Royaux de Longaunay » après avoir été donné le 10 février 1759 à Charles-André, chevalier de Longaunay. Engagé dans la guerre de Sept Ans, il fait la campagne de 1760 en Allemagne. Il est licencié le 10 décembre 1762.
- Régiment des Grenadiers-Royaux de la Lorraine (1771-1775)

C'est un régiment provincial qui est créé par ordonnance du 4 août 1771, en remplacement du régiment des Grenadiers de France. Ce régiment, distingué par une épaulette rouge et blanc mélangés, est formé de huit compagnies tirées des régiments provinciaux de Colmar, de Nancy, de Bar-le-Duc et de Verdun sous le commandement du colonel, le comte d'Hoffelize. Le régiment est supprimé par ordonnance du 15 décembre 1775 qui fait disparaître les troupes provinciales.
- Régiment des Grenadiers-Royaux de la Lorraine (1778-1789)

Ce régiment est constitué par ordonnance du 30 janvier 1778 et formé à Nancy des compagnies de grenadiers des bataillons de garnison attachés aux régiments d'Austrasie, de Lorraine, de Champagne et de Barrois, et de celles des provinciaux d'artillerie de Strasbourg et de Metz, sous le commandement des colonels vicomte du Hautoy en 1778, marquis de Montchat en 1780, comte de La Noue en 1784, chevalier de Bassompierre en 1788. Il est licencié le 30 septembre 1789. Il avait les épaulettes aurore.
- Régiment des Grenadiers-Royaux du Lyonnais

Ce régiment est constitué par ordonnance du 30 janvier 1778 et formé à Vienne des compagnies de grenadiers des bataillons de garnison attachés aux régiments d'Auvergne et La Sarre, d'une compagnie de chacun des régiments provinciaux d'artillerie d'Auxonne]et de Grenoble, et de celles des 2eet 4e régiments d'État-major, sous le commandement des colonels marquis de Sorans en 1778, comte de Joviac en 1780, chevalier de Durat en 1782, comte de Viella en 1788, marquis de La Tourette en 1789. Il est licencié le 30 septembre 1789. Il avait les épaulettes violet et blanc mélangés.
- Régiment des Grenadiers-Royaux de Méhégan

C'est l'ancien régiment des Grenadiers-Royaux de Solar, qui est renommé « régiment des Grenadiers-Royaux de Méhégan » après avoir été donné le 10 février 1759 à N. de Méhégan. Pendant la guerre de Sept Ans, il sert sur les côtes. Il est licencié le 10 décembre 1762.
- Régiment des Grenadiers-Royaux de Modène

Ce régiment est formé le 10 avril 1745 avec des miliciens par Pierre de Raymond, chevalier de Modène. Engagé dans la guerre de Succession d'Autriche il sert dans l'armée des Alpes, et participe à la prise d'Acqui, de Serravalle, de Tortone, d'Asti et de Casal en 1745, aux batailles du Tidone et de Plaisance en 1746, à la défense de la Provence, et à la bataille d'Assietta en 1747. Dans le cadre de la guerre de Sept Ans, il rejoint l'armée d'Allemagne en 1757 et assiste à la bataille de Hastenbeck, à l'occupation du Hanovre, à la bataille de Krefeld en 1758, à la bataille de Minden en 1759, aux batailles de Corbach et de Warburg en 1760. Il prend le nom de régiment des Grenadiers-Royaux de Le Camus (1761-1762) après avoir été donné en 1761 à N. Le Camus.
- Régiment des Grenadiers-Royaux de Narbonne

C'est l'ancien régiment des Grenadiers-Royaux de Bergeret, qui est renommé « régiment des Grenadiers-Royaux de Narbonne » après avoir été donné le 10 février 1759 à Jean-François, comte de Narbonne. Dans le cadre de la guerre de Sept Ans, le régiment défend pendant trois jours le poste de Fritzlar, et donne au maréchal de Broglie le temps de dégager son armée compromise. Le roi permet au colonel, en souvenir de cette action, de se faire appeler Jean-François, comte de Narbonne-Fritzlar. Le régiment est licencié le 10 décembre 1762.
- Régiment des Grenadiers-Royaux de la Normandie

Ce régiment est constitué par ordonnance du 30 janvier 1778 et formé à Rouen des compagnies de grenadiers des bataillons de garnison attachés aux régiments de Perche, de Beauce, de Vexin, de Normandie, de Boulonnais, de Dauphin, de La Couronne et de Penthièvre; sous le commandement des colonels marquis de Ménillet en 1778, chevalier de Cerval en 1784, baron de La-Tour-du-Pin en 1788. Il est licencié le 30 septembre 1789. Il avait les épaulettes noires.
- Régiment des Grenadiers-Royaux de l'Orléanais (1771-1775)

C'est un régiment provincial qui est créé par ordonnance du 4 août 1771, en remplacement du régiment des Grenadiers de France. Ce régiment, distingué par une épaulette verte, est formé de dix compagnies tirées des régiments provinciaux d'Alençon, d'Argentan, de Blois, de Montargis et de Châteauroux sous le commandement du colonel, le marquis de La Roche-Lambert. Le régiment est supprimé par ordonnance du 15 décembre 1775 qui fait disparaître les troupes provinciales.
- Régiment des Grenadiers-Royaux de l'Orléanais (1778-1789)

Ce régiment est constitué par ordonnance du 30 janvier 1778 et formé à Orléans des compagnies de grenadiers des bataillons de garnison attachés aux régiments de Blaisois, du Maréchal de Turenne, d'Auxerrois, de Gâtinais, de Bassigny, de Berry, de Poitou et d'Angoumois, sous le commandement des colonels marquis de Crémeaux d'Entragues en 1778, baron de Montesquieu en 1787, marquis de Moges en 1788. Il avait les paulettes verte
- Régiment des Grenadiers-Royaux de la Picardie

Ce régiment est constitué par ordonnance du 30 janvier 1778 et formé à Lille des compagnies de grenadiers des bataillons de garnison attachés aux régiments de Picardie, de Cambrésis, de Hainaut, de Vermandois, de Flandre et d'Artois et des deux compagnies du 3e régiment d'Êtat-major sous le commandement du colonel, vicomte de Béthisy en 1778. Il est licencié le 30 septembre 1789. Il avait les épaulettes garance.
- Régiment des Grenadiers-Royaux du Poitou

C'est un régiment provincial qui est créé par ordonnance du 4 août 1771, en remplacement du régiment des Grenadiers de France. Ce régiment, distingué par une épaulette garance, est formé de dix compagnies tirées des régiments provinciaux de Tours, de Poitiers, du Mans et de Limoges sous le commandement du colonel, le marquis de La Rochefoucauld-Bayers. Le régiment est supprimé par ordonnance du 15 décembre 1775 qui fait disparaître les troupes provinciales.
- Régiment des Grenadiers-Royaux de Prugues

C'est l'ancien régiment des Grenadiers-Royaux de Valfonds, qui est renommé « régiment des Grenadiers-Royaux de Prugues » après avoir été donné le 1er mai 1746 à N. de Prugues. Il achève la guerre de Succession d'Autriche en Flandre. Il prend le nom de régiment des Grenadiers-Royaux d'Ally après avoir été donné le 13 mai 1757 à Charles de Rochefort, chevalier d'Ally.
- Régiment des Grenadiers-Royaux de Puységur

C'est l'ancien régiment des Grenadiers-Royaux Le Camus (1759-1761), qui est renommé « régiment des Grenadiers-Royaux de Puységur » après avoir été donné en 1761 à N. de Puységur. Engagé dans la guerre de Sept Ans il sert sur les côtes d'Aunis. Il est licencié le 10 décembre 1762.
- Régiment des Grenadiers-Royaux du Quercy

Ce régiment est constitué par ordonnance du 30 janvier 1778 et formé à Montauban des compagnies de grenadiers des bataillons de garnison attachés aux régiments de Viennois, de Vivarais, de Rouergue, de Beaujolais, de Lyonnais, de Bourbon,de Navarre et de Béarn, sous le commandement des colonels baron de Véron de Laborie en 1778, chevalier de Plantade en 1782, marquis de La Tourette en 1788, comte de Viella en 1789. Il est licencié le 30 septembre 1789. Il avait les épaulettes bleu-céleste.
- Régiment des Grenadiers-Royaux du Soissonnais

C'est un régiment provincial qui est créé par ordonnance du 4 août 1771, en remplacement du régiment des Grenadiers de France. Ce régiment, distingué par une épaulette blanc et bleu mélangés, est formé de huit compagnies tirées des régiments provinciaux de Châlons, de Troyes et de Soissons sous le commandement du colonel, le marquis d'Aigremont. Le régiment est supprimé par ordonnance du 15 décembre 1775 qui fait disparaître les troupes provinciales.
- Régiment des Grenadiers-Royaux de Solar

Ce régiment est formé le 10 avril 1745 avec des miliciens par Joseph-Vincent de La Fontaine, chevalier de Solar. Pendant la guerre de Succession d'Autriche et la guerre de Sept Ans, il sert sur les côtes. Il prend le nom de régiment des Grenadiers-Royaux de Méhégan après avoir été donné le 10 février 1759 à N. de Méhégan.
- Régiment des Grenadiers-Royaux de la Touraine (1773-1775)

C'est un régiment provincial qui est créé en 1773, en remplacement du régiment des Grenadiers de France. Ce régiment, distingué par une épaulette rouge et vert mélangés, est formé de huit compagnies tirées des régiments provinciaux de Tours, du Mans et de Limoges sous le commandement du colonel, le marquis du Blossel. Le régiment est supprimé par ordonnance du 15 décembre 1775 qui fait disparaître les troupes provinciales.
- Régiment des Grenadiers-Royaux de la Touraine (1778-1789)

Ce régiment est constitué par ordonnance du 30 janvier 1778 et formé à Saumur des compagnies de grenadiers des bataillons de garnison attachés aux régiments de Bourbonnais, de Limousin, de Touraine, de La Reine, de Conti, de Maine, d'Anjou et de Rohan sous le commandement des colonels comte du Ghilleau en 1779, marquis de Montecler en 1781, et marquis de Soucy en 1788. Il est licencié le 30 septembre 1789. Il avait les épaulettes rouge et vert mélangés.
- Régiment des Grenadiers-Royaux de Vallefonds

Ce régiment est formé le 10 avril 1745 avec des miliciens par Mathieu de Valfonds, vicomte de Scébourg. Engagé dans la guerre de Succession d'Autriche, il sert dans l'armée de Flandre, et participe à la bataille de Fontenoy, aux prises de Tournai, d'Audenarde, de Termonde et d'Ath en 1745, et au siège de Bruxelles en 1746. Il prend le nom de régiment des Grenadiers-Royaux de Prugues après avoir été donné le 1er mai 1746 à N. de Prugues.
- Régiment de Grenoble artillerie

Le « régiment d'artillerie de Grenoble » est formé le 13 août 1765 de la brigade de Beausire du régiment Royal-Artillerie. Le « régiment de Grenoble » est devenu depuis la Révolution le 4e régiment d'artillerie.
- Régiment provincial d'artillerie de Grenoble

C'est un régiment provincial qui est créé par l'ordonnance du 30 janvier 1778. Ce régiment est formé des bataillons de Valence et Romans sous le commandement des colonels, marquis de Sorans en 1778, comte de Bardonnenche en 1779, comte d'Oraison en 1784. Par ordonnance du 30 janvier 1778, une compagnie du régiment forme le régiment des grenadiers royaux du Lyonnais et autre une compagnie du régiment forme le régiment des grenadiers royaux du Languedoc (1778-1789).
- Régiment de Grignan (1621-1629)

Ce régiment est levé le 7 juillet 1621 par Louis Gaucher de Castellane-Adhémar de Monteils, comte de Grignan, dans le cadre de la répression organisée contre les Huguenots. En 1621, il participe au siège de Monheurt puis il est réformé le 14 février 1623 après le traité de Montpellier. Rétabli le 8 février 1628 dans le cadre de la guerre de Succession de Mantoue, il sert en Languedoc et en Piémont puis il est licencié après la campagne de 1629.
- Régiment de Grignan (1674-1684)

Ce régiment est levé le 4 décembre 1674 par François Adhémar de Monteil, comte de Grignan. Il prend le titre de régiment de Provence le 15 juin 1684.
- Régiment de Grignan (1706-1707)

Ce régiment est levé le 3 février 1706 par N. de Grignan. Engagé dans la guerre de Succession d'Espagne, il sert dans l'armée d'Espagne et prend le nom de régiment de Bellaffaire après avoir été donné le 5 janvier 1707 à Joseph Duguast de Bellaffaire.
- Régiment de Grignaut

Le régiment est levé le 7 juillet 1621 par M. de Grignaut, dans le cadre de la répression organisée contre les Huguenots. En 1621, il participe au siège de Monheurt puis en 1622 au siège de Tonneins. Il est licencié le 14 février 1623 après le traité de Montpellier.
- Régiment de Grignols

Ce régiment est levé en février 1642 par N. de Grignols, dans le cadre de la guerre franco-espagnole. Il sert en Catalogne et est licencié le 8 octobre 1643.
- Régiment de Grimaldi 

Ce régiment italien passe le 1er février 1707 de la solde de l'Espagne à celle de France. Sous le commandement du colonel N. d'Albergottie Grimaldi, il est engagé dans la guerre de Succession d'Espagne et sert dans l'armée de Flandre. Il prend le nom de régiment de Caetano après avoir été donné en 1711 à N. de Caetano.
- Régiment de Grissach 

Ce régiment est appelé le 15 avril 1589 et commandé par Balthazar de Grissach, de Soleure, pour la huitième guerre de Religion. Le régiment arrive, le 10 juillet 1589 devant Paris puis il participe à la bataille d'Ivry en 1590. Il est congédié en 1591 à l'exception d'une compagnie qui entre dans la garde du Roi. Ce régiment et les régiments de Hartmanis, de Fischer et d'Arreger faisaient partie de la capitulation négociée par Nicolas de Harlay de Sancy, à Ivry, qui y engagea le fameux diamant acquis par lui du roi de Portugal, et qui est resté connu sous le nom de Sancy.
- Régiment de Grosbois

C'est l'ancien régiment de Vallouze (1702-1704), qui est renommé « régiment de Grosbois » après avoir été donné en 1704 à N. de Grosbois. Engagé dans la guerre de Succession d'Espagne, il prend le nom de iment de Valence (1708-1714) après avoir été donné le 7 avril 1708 à Emmery-Emmanuel de Thimbrune, marquis de Valence.
- Régiment de Grollezac

Ce régiment est levé le 9 août 1636 par N. de Grollezac dans le cadre de la guerre de Trente Ans. Il participe à la reprise de Corbie et est licencié après la campagne de 1636.
- Régiment de la Guadeloupe

Ce régiment est formé sous ce titre le 18 août 1772, pour le service des Petites Antilles, avec des détachements des régiments de Bouillon, de Vexin, de Périgord, de Médoc, de Limousin et Royal-Vaisseaux, qui avaient chacun en 1772 chacun un bataillon aux Antilles. Le 20 mai 1785 des détachements du « régiment de la Guadeloupe» et des régiments de la Martinique et de l'Île-de-France forment le bataillon de la Guyane. Le « régiment de la Guadeloupe » est devenu sous la Révolution le 109e régiment d'infanterie de ligne.
- Régiment de Guarrières

C'est l'ancien régiment de La Barthe, qui donné en 1570 à N. de Guarrières est renommé « régiment de Guarrières ». En 1571, le régiment est donné à Louis de Bérenger seigneur du Guast, devenant le régiment du Guast.
- Régiment du Guast (1571-1573)

C'est l'ancien régiment de Guarrières, qui donné en 1571 à Louis de Bérenger seigneur du Guast est renommé « régiment du Guast ». En 1572 il est engagé dans la quatrième guerre de Religion, et participe en 1573 au siège de La Rochelle. Par manque de moyens du Trésor royal le siège est levé et le régiment licencié le 24 juin 1573.
- Régiment du Guast (1645-1648)

C'est l'ancien régiment de Mespieux, qui donné en 1645 à N. du Guast est renommé « régiment du Guast ». Engagé dans la guerre de Trente Ans, il se trouve aux sièges de Piombino et de Portolongone en 1646. Il est licencié le 2 octobre 1648.
- Régiment du Guast (1689-1695)

Le régiment est formé 1er janvier 1689 des milices de Grenoble, par N. de Bérenger du Guast. Dans le cadre de la guerre de la Ligue d'Augsbourg, il fait les campagnes de 1690 à 1697 sur les Alpes. Il prend le nom de régiment d'Argenson après avoir été donné en 1695 à N. d'Argenson.
- Régiment de Gué-Sainte-Flaive

Le régiment est levé le 8 juillet 1635 par N. du Gué-Sainte-Flaive dans le cadre de la guerre de Trente Ans. Le régiment se trouve à la reprise de Corbie en 1636, aux sièges de Landrecies, de Maubeuge et de La Capelle en 1637, à la défense de Guise et au siège de Saint-Omer en 1638. Il prend le nom de régiment de Clanleu après avoir été donné le 20 janvier 1639 à Bertrand d'Ostouc de Clanleu.
- Régiment de Guébriand

Il est levé le 2 janvier 1640 par Jean-Baptiste Budes, comte de Guébriand dans le cadre de la guerre de Trente Ans. Il est envoyé au secours de Bingen, à la bataille de Wolfenbüttel en 1641 à la prise d'Ordingen, et à la bataille de Kampen (en) en 1642, aux sièges de Thionville et de Rothweil en 1643 durant lequel le maréchal de Guébriand est tué et son régiment est détruit. Les débris du régiment versé dans le régiment de Mazarin-Français »
- Régiment de Guerchy

C'est l'ancien régiment d'Houdetot (1712-1714), qui est renommé « régiment de Guerchy » après avoir été donné en 1714 à N. de Regnier, comte de Guerchy. Engagé dans la guerre de Succession d'Espagne il est licencié le 30 janvier 1715.
- Régiment de Guiche

C'est l'ancien régiment de Vallemont, qui est renommé « régiment de Guiche » le 1er octobre 1641 et qui prend le nom de régiment de Gramont, parfois dénommé régiment de Gramont-liégeois 1642. Après avoir pris le nom de régiment de Louvigny le 11 octobre 1665 il est à nouveau renommé, en 1674, régiment de Guiche puis il prend le nom de régiment de Noailles le 1er juin 1696.

Régiment de Guiche (1674-1696)
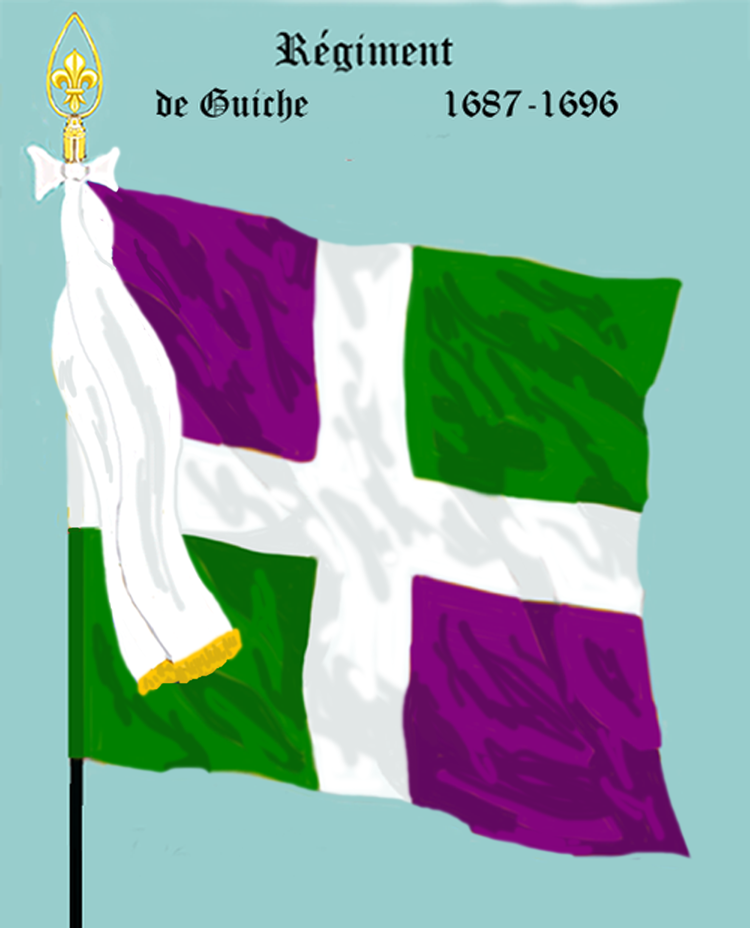

- Régiment de Guignonville

C'est l'ancien régiment d'Ambres (1710-1712), qui prend le nom de « régiment de Guignonville » après avoir été donné en 1712 à N. Lenain de Guignonville. Engagé dans la guerre de Succession d'Espagne il participe à la défense du Quesnoy en 1712. Il est licencié en 1714.
- Régiment de Guines

Le régiment est levé le 3 septembre 1702 par N. de Guines. Engagé dans la guerre de Succession d'Espagne, il sert à l'armée de Flandre. Il prend le nom de régiment de Dampierre après avoir été donné le 24 mai 1705 à Jacques-Joseph Huet de Dampierre.
- Régiment de Guise (1575-1585) 

Ce régiment est levé le 30 juin 1575, pour la cinquième guerre de Religion, par Henri duc de Guise. Ayant comme mestre de camp N. de Jouennes le régiment participe, en 1575, à la bataille de Dormans. En 1580, pendant la septième guerre de Religion il se trouve au siège de La Fère. En 1585, le régiment prend le titre de régiment de Lorraine
- Régiment de Guise (1644-1659)

Le régiment est levé le 6 juin 1644 par Henri de Lorraine, duc de Guise dans le cadre de la guerre franco-espagnole. Affecté à l'armée de Flandre en 1645, il est mis en garnison à Guise. Il participe à l'expédition de Naples en 1654 et au siège de Valenza en 1656. Il est licencié le 12 décembre 1659.
- Régiment de Guise (1741-1747)

C'est l'ancien régiment de La Vallière (1727-1741), qui est renommé « régiment de Guise » le 20 janvier 1741 après avoir été donné à Louis Marie Léopold de Lorraine, prince de Guise. Engagé dans la guerre de Succession d'Autriche, il rejoint l'armée de Westphalie en 1741, l'armée de Bavière en 1742, l'armée du Bas-Rhin, avec laquelle il participe à la défense de l'Alsace de 1743 à 1745, aux sièges de Mons et de Charleroi, et à la bataille de Rocoux en 1746 puis il passe en Provence et assiste au combat d'Exiles en 1747. Il prend le nom de régiment d'Escars (1747-1749) après avoir été donné le 19 septembre 1747 à Louis Nicolas, marquis de Pérusse d'Escars.

Régiment de Guise (1741-1747)
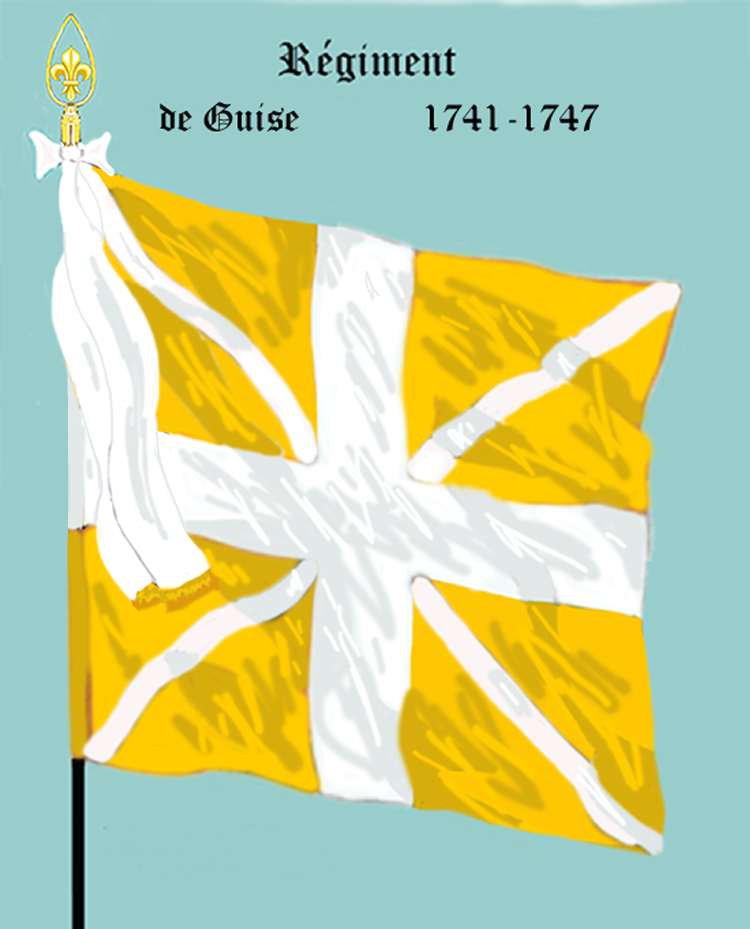

- Régiment de Guittaud

Le régiment est levé le 7 mai 1702 par Louis-Athanase de Puechpeyrou de Comminges, comte de Guittaud. Dans le cadre de la guerre de Succession d'Espagne il est affecté à l'armée du Rhin, et participe au siège de Brisach en 1703 et il y reste en garnison après sa prise. Il rejoint l'armée des Alpes en 1705 et l'armée du Rhin en 1706. Il prend le nom de régiment de Marloup de Charnailles le 25 août 1706 après avoir été donné à Louis-Guillaume-Victor, comte de Marloup de Charnailles.
- Régiment de Guron

Le régiment est levé le 2 février 1628 par Jean de Réchignevoisin de Guron dans le cadre de la répression de la troisième rébellion huguenote. Il participe au siège de La Rochelle et est réformé en novembre 1628 après la capitulation de la cité protestante.
- Régiment de Guy 

Ce régiment suisse est formé le 27 décembre 1643 par Jacques d'Haudanger de Guy avec les compagnies de Neufchâtel des régiments suisses sur pied, dans le cadre de la guerre de Trente Ans. Il participe au siège de Gravelines en 1644, aux prises de Cassel et de Mardyck en 1645, aux prises de Courtrai, de Bergues et de Dunkerque en 1646, à la défense d'Armentières, siège de Lens en 1647, au siège d'Ypres, et bataille de Lens en 1648. Il est licencié le 2 octobre 1648, sauf la compagnie colonelle qui est incorporée dans le régiment des Gardes suisses.
- Bataillon de la Guyane

Cette unité est formée sous ce titre le 20 mai 1785 pour le service de la colonie de Cayenne, avec des détachements des régiments de la Martinique, de la Guadeloupe et de l'Île-de-France. Le décret du 5 mai 1792 réunit les bataillons de l'Île-de-Bourbon, d'Afrique et de « la Guyane » pour composer le 111e régiment d'infanterie, qui ne pût être formé que le formé que le 15 mai 1793, après la rentrée en France des divers débris des troupes coloniales qui lui étaient destinés.
- Bandes de Guyenne

Voir à Bandes
- Légion de Guyenne

Elle est formée par ordonnance du 24 juillet 1534 avec les anciens francs-archers de la province de Guyenne et disparait après 1566.
- Régiment de Guyenne (1636-1660)

Ce régiment est levé sous ce titre, le 18 décembre 1636, par Bernard de Nogaret, duc d'Epernon dans le cadre de la guerre de Trente Ans. Il se trouve au combat de La Sauvetat contre les croquants en 1637 puis il participe au siège de Fontarabie et au combat de Gattari en 1638. Il rejoint l'armée de Roussillon en 1639 avec laquelle il assiste au premier puis au second siége de Lérida en 1646 et 1647 avant de rejoindre l'armée de Guyenne en 1650. Frondeur de 1651 à 1653, il se trouve au siège de Mouzon en 1653. Il rejoint l'armée de Catalogne en 1654 avec laquelle il collabore à la prise de Puycerda. Il rentre en France en 1659 et est licencié le 20 juillet 1660.
- Régiment de Guyenne (1684-1762)

Ce régiment est levé sous ce titre, le 21 février 1684, et donné à Charles de La Rochefoucauld, comte de Blanzac. Armée de Flandre, siége de Mons en 1691. Engagé dans la guerre de la Ligue d'Augsbourg, il est affecté à l'armée d'Allemagne en 1692 avec laquelle il se trouve au siège de Heidelberg en 1693 durant lequel le capitaine de Bois-Robert, avec soixante hommes, emporte le fort de l'Étoile et prend deux drapeaux. Il reste ensuite sur le Rhin jusqu'à la paix. Il est donné le 2 avril 1702 à Eberhard-Ernest, comte d'Harling, pour participer à la guerre de Succession d'Espagne avec l'armée d'Allemagne, avec laquelle il se trouve engagé à la bataille de Friedlingen en 1702, au siège de Kehl et campagne de Bavière en 1703, à la bataille d'Höchstädt en 1704, à la défense de Haguenau en 1705 en se couvrant de gloire dans la mémorable retraite de la garnison. Il rejoint l'armée du Rhin en 1706 puis l'armée de Flandre en 1707 et se trouve à la bataille d'Audenarde en 1708, et à la bataille de Malplaquet en 1709. Il est mis en garnison à Ypres de 1709 à 1711 d'où il est envoyé pour détruire les retranchements de l'écluse d'Harelbeke en 1711, puis il participe à la bataille de Denain, aux sièges de Douai, de Le Quesnoy et de Bouchain en 1712, aux sièges de Landau et de Fribourg en 1713. Dans le cadre de la guerre de la Quadruple-Alliance, il est donné le 15 mars 1718 à Michel Dreux, marquis de Brezé. Il participe à la guerre de Succession de Pologne dans l'armée d'Allemagne en 1733 et 1734, puis il se trouve dans les troupes d'occupation de Nancy de 1734 à 1737. À la paix de Vienne, il est donné le 1er mars 1738, à Joachim Dreux, chevalier de Dreux, et, dans le cadre de la guerre de Succession d'Autriche, il se trouve engagé dans l'armée de Westphalie en 1741, passe en Bohême en 1742, effectue la campagne de Bavière en 1743 et rejoint l'armée d'Italie en 1744. Il est donné le 26 mai 1745 à Louis-Félicien de Boffin d'Argenson, marquis de Puysignieu qui mène le régiment aux batailles de Plaisance et du Tidone en 1746. Il est donné le 29 octobre 1746 à Joseph Pierre de Montmorency, marquis de Laval avec lequel il participe à la défense de la Provence en 1747 et 1616. Le 10 février 1749, le régiment reçoit l'incorporation du régiment de Blaisois (1692-1749). Le 1er bataillon sert sur les côtes pendant la guerre de Sept Ans tandis que le 2e bataillon part le 3 mai 1755 pour le Canada dans le cadre de la guerre de la Conquête et ne rentre qu'en 1760, après la capitulation de Montréal et perte de la colonie. Le régiment avait été donné le 6 octobre 1757 à Jean-Frédéric, comte de La Tour du Pin-Paulin. Le régiment est incorporé le 10 décembre 1762 dans le régiment du Dauphin. Les deux drapeaux d'ordonnance du régiment de Guyenne avaient deux carrés verts et deux carrés isabelle, opposés par couleur. Il portait habit et culotte blancs; veste, collet et parements rouges; boutons jaunes; pattes ordinaires; chapeau bordé d'or.

Régiment de Guyenne (1684-1762)
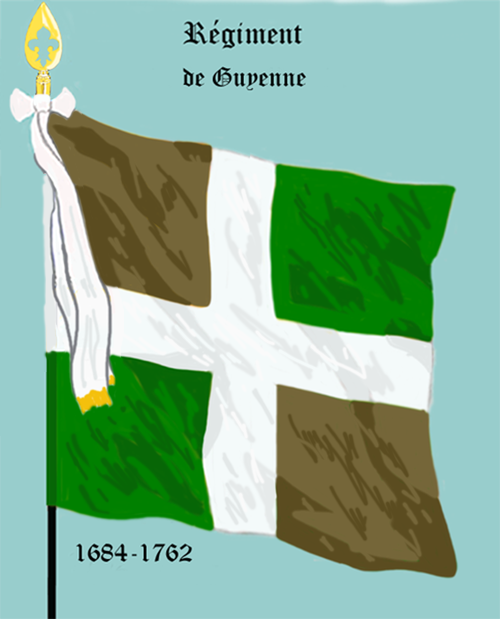

- Régiment de Guyenne

C'est l'ancien régiment de Chastellux, qui est « renommé régiment de Guyenne » le 10 décembre 1762. Par ordonnance royale du 25 mars 1776, les 2e et 4e bataillons du régiment forment le régiment de Viennois. Par ordonnance du 30 janvier 1778, la compagnie de grenadiers du bataillon de garnison du régiment forme le |régiment des grenadiers royaux de la Guyenne. Le « régiment de Guyenne » est devenu depuis la Révolution le 21e régiment d'infanterie de ligne.

Régiment de Guyenne (1762-1791)
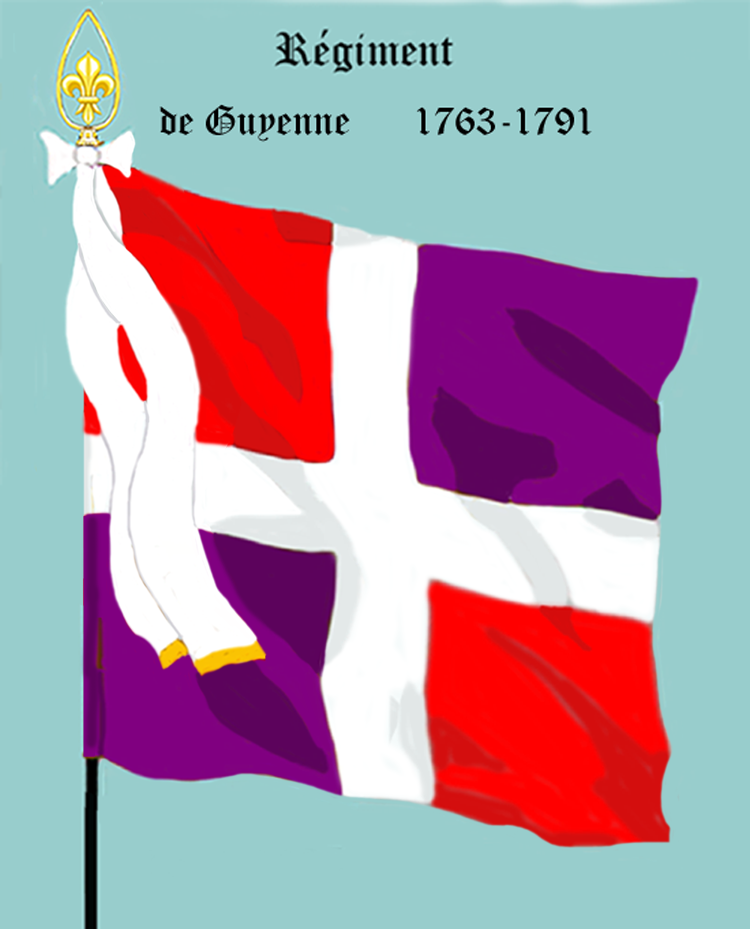